# Annonay
Annonay est une commune française située dans le département de l'Ardèche, en région Auvergne-Rhône-Alpes.
Capitale historique du Haut-Vivarais, Annonay est avec plus de 16 000 habitants la commune la plus peuplée d'Ardèche. Ses habitants sont appelés les Annonéens.

## Géographie

### Localisation

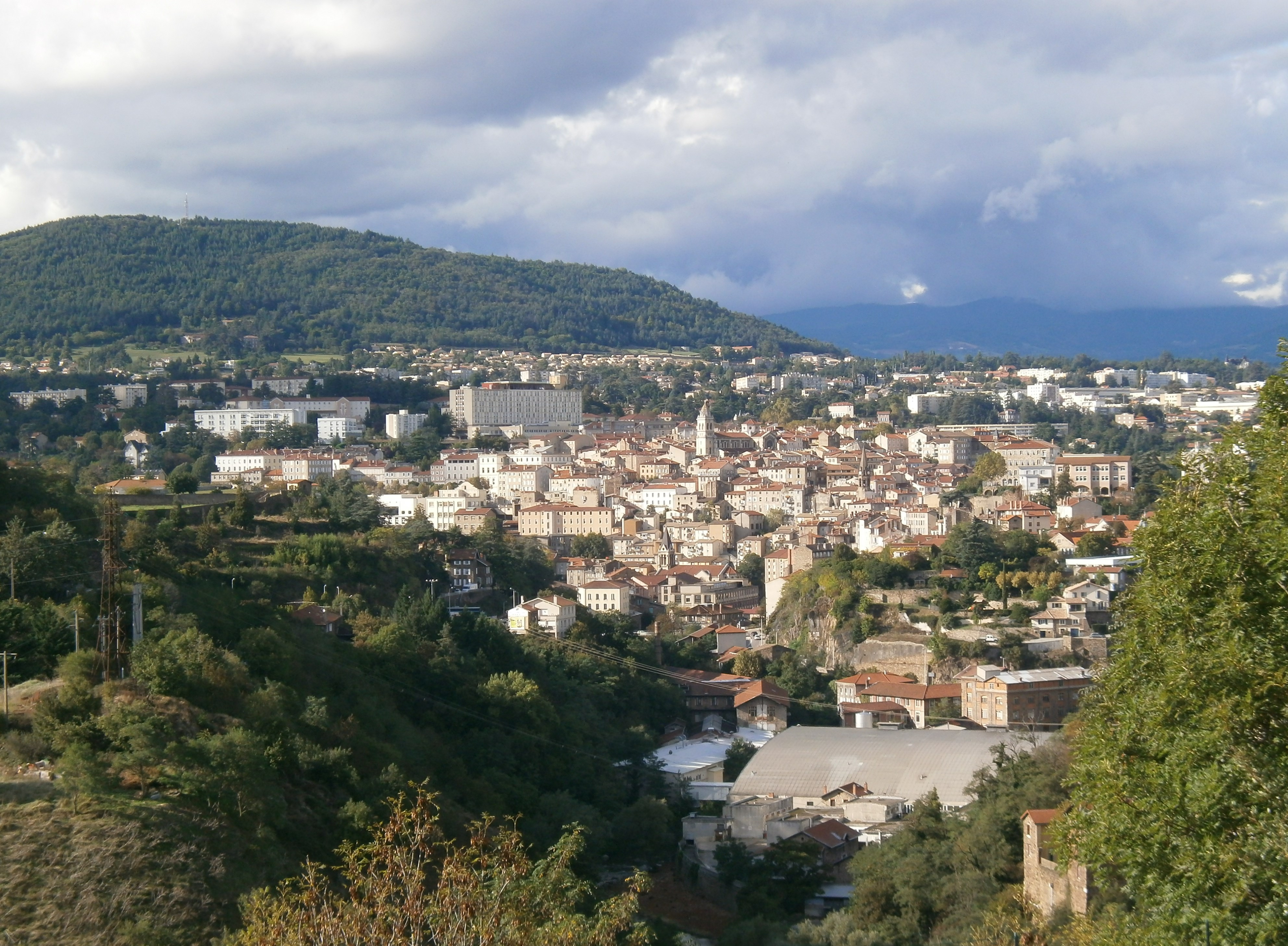
Annonay, vue générale depuis Vissenty.

Au pied des monts du Vivarais, Annonay est environ situé à 35 kilomètres de Vienne, 45 kilomètres de Saint-Étienne, à 53 kilomètres de Valence, à 56 kilomètres de Privas et à 75 kilomètres de Lyon. Au contact de régions aux reliefs très différents, la ville a été édifiée en amphithéâtre à partir des berges des deux rivières : la Cance et la Deûme. Le point culminant de la commune est situé près du lieu-dit Sagne Ronde à 746 mètres, le point le plus bas, le lit de la Cance à proximité des ruines du « moulin de Barou », est à 270 mètres. Le Montmiandon qui domine la ville, culmine à 679 mètres d'altitude.

### Communes limitrophes
- dans le canton d'Annonay-1 :
  - Boulieu-lès-Annonay,
  - Davézieux ;
- dans le canton d'Annonay-2 :
  - Roiffieux,
  - Vanosc,
  - Vernosc-lès-Annonay,
  - Villevocance ;
- dans le canton du Pilat (Loire) :
  - Burdignes.

Annonay, Boulieu-lès-Annonay, Davézieux, Roiffieux, Saint-Clair et Saint-Marcel-lès-Annonay forment une seule agglomération.

### Géologie et relief
La géologie se compose surtout d'orthogneiss, leucogranite et migmatisation vellave, riche en biotite, sillimanite, cordiérite, orange clair hétérogène à gros cristaux ou striations.

### Climat
Pour des articles plus généraux, voir Climat d'Auvergne-Rhône-Alpes et Climat de l'Ardèche.
En 2010, le climat de la commune est de type climat du Bassin du Sud-Ouest, selon une étude du CNRS s'appuyant sur une série de données couvrant la période 1971-2000. En 2020, Météo-France publie une typologie des climats de la France métropolitaine dans laquelle la commune est dans une zone de transition entre le climat de montagne et le climat méditerranéen et est dans la région climatique Sud-est du Massif Central, caractérisée par une pluviométrie annuelle de 1 000 à 1 500 mm, minimale en été, maximale en automne.
Pour la période 1971-2000, la température annuelle moyenne est de 11,6 °C, avec une amplitude thermique annuelle de 17,3 °C. Le cumul annuel moyen de précipitations est de 856 mm, avec 8,2 jours de précipitations en janvier et 5,8 jours en juillet. Pour la période 1991-2020, la température moyenne annuelle observée sur la station météorologique installée sur la commune est de 12,3 °C et le cumul annuel moyen de précipitations est de 801,5 mm,. Pour l'avenir, les paramètres climatiques de la commune estimés pour 2050 selon différents scénarios d'émission de gaz à effet de serre sont consultables sur un site dédié publié par Météo-France en novembre 2022.
| Mois                                  | jan.           | fév.           | mars           | avril         | mai           | juin          | jui.          | août           | sep.           | oct.          | nov.          | déc.           | année     |
| ------------------------------------- | -------------- | -------------- | -------------- | ------------- | ------------- | ------------- | ------------- | -------------- | -------------- | ------------- | ------------- | -------------- | --------- |
| Température minimale moyenne (°C)     | 0,2            | 0,2            | 2,9            | 5,7           | 9,5           | 12,9          | 14,9          | 14,5           | 11             | 8             | 3,6           | 0,9            | 7         |
| Température moyenne (°C)              | 3,8            | 4,7            | 8,4            | 11,6          | 15,5          | 19,4          | 21,6          | 21,3           | 17             | 12,8          | 7,5           | 4,4            | 12,3      |
| Température maximale moyenne (°C)     | 7,4            | 9,1            | 14             | 17,4          | 21,6          | 25,8          | 28,4          | 28,1           | 23,1           | 17,7          | 11,5          | 7,9            | 17,7      |
| Record de froid (°C) date du record   | −18 07.01.1985 | −13,5 05.02.12 | −11,5 01.03.05 | −5 08.04.03   | 0 06.05.1979  | 2 04.06.1984  | 6 27.07.1987  | 4,6 07.08.1987 | 1,8 22.09.1977 | −5 31.10.1997 | −9 28.11.1985 | −12,5 16.12.01 | −18 1985  |
| Record de chaleur (°C) date du record | 18,6 01.01.22  | 21,2 24.02.21  | 25,5 31.03.21  | 28,8 30.04.05 | 33,8 24.05.09 | 38,5 25.06.03 | 39,7 24.07.19 | 40,5 13.08.03  | 34 18.09.1987  | 29,8 10.10.23 | 22,7 14.11.23 | 19,5 01.12.00  | 40,5 2003 |
| Précipitations (mm)                   | 50,7           | 34,4           | 40,2           | 61,8          | 75,5          | 62,6          | 67,7          | 56,8           | 88,1           | 106,7         | 105,9         | 51,1           | 801,5     |

### Hydrographie

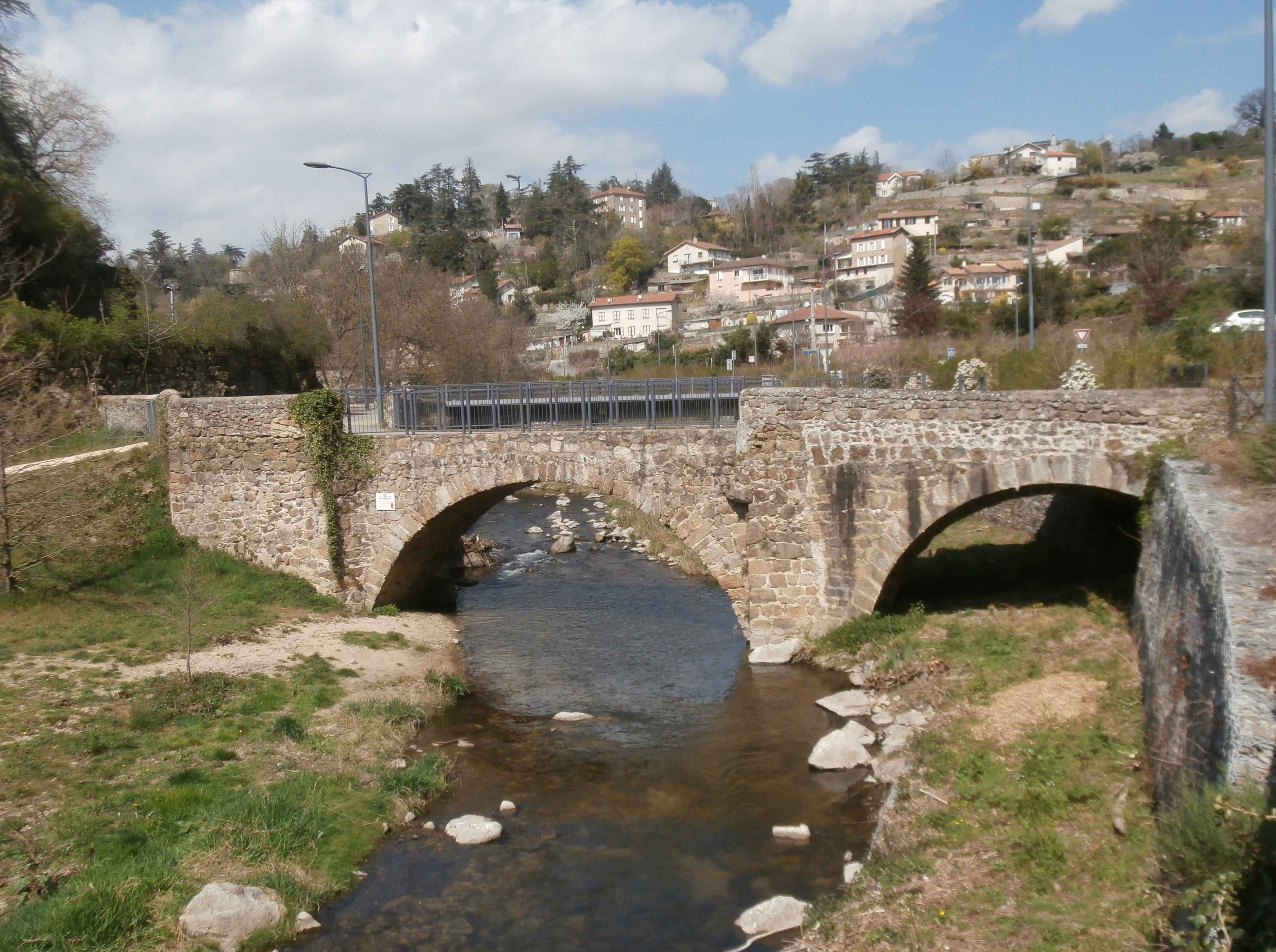
Le pont Arnaud sur la Deûme à Annonay.

Le territoire de la commune héberge la confluence de la Déôme (ou Deûme) et de la Cance, cette dernière étant un affluent direct du Rhône en sa rive droite.

### Voies de communication et transports
Annonay est un carrefour de routes commerciales, de la vallée du Rhône vers la région de Saint-Étienne (sens est-ouest), et depuis la région lyonnaise vers le sud du Massif central (sens nord-sud). Selon les références toponymiques fournies par le site géoportail de l'Institut géographique national, le territoire communal est notamment traversé par :
- La route départementale 121 (RD 121) permet de relier Saint-Bonnet-le-Froid et Yssingeaux en Haute-Loire.

et l'ancien tracé de la route nationale 82:
- La route départementale 82 (RD 82) permet de rejoindre la vallée du Rhône et la RD86 (ancienne route nationale 86) à Andance.
- La RD 820 permet de rejoindre Bourg-Argental et Saint-Étienne dans le département de la Loire.

#### Transports en commun
Annonay est desservie par un réseau de bus urbains : CoqueliGO, ainsi que par le réseau Cars Région. Grâce à ce dernier, la ville est reliée à Saint-Étienne, Lyon ou encore Valence (entre autres), de façon directe.

## Urbanisme

### Typologie
Au 1er janvier 2024, Annonay est catégorisée petite ville, selon la nouvelle grille communale de densité à 7 niveaux définie par l'Insee en 2022.
Elle appartient à l'unité urbaine d'Annonay, une agglomération intra-départementale dont elle est ville-centre,. Par ailleurs la commune fait partie de l'aire d'attraction d'Annonay, dont elle est la commune-centre,. Cette aire, qui regroupe 37 communes, est catégorisée dans les aires de 50 000 à moins de 200 000 habitants,.

### Occupation des sols
L'occupation des sols de la commune, telle qu'elle ressort de la base de données européenne d’occupation biophysique des sols Corine Land Cover (CLC), est marquée par l'importance des territoires artificialisés (44 % en 2018), en augmentation par rapport à 1990 (32,7 %). La répartition détaillée en 2018 est la suivante :
zones urbanisées (29,8 %), zones agricoles hétérogènes (25,3 %), milieux à végétation arbustive et/ou herbacée (19,6 %), zones industrielles ou commerciales et réseaux de communication (11,3 %), forêts (11,1 %), espaces verts artificialisés, non agricoles (2,9 %).
L'évolution de l’occupation des sols de la commune et de ses infrastructures peut être observée sur les différentes représentations cartographiques du territoire : la carte de Cassini (XVIIIe siècle), la carte d'état-major (1820-1866) et les cartes ou photos aériennes de l'IGN pour la période actuelle (1950 à aujourd'hui).

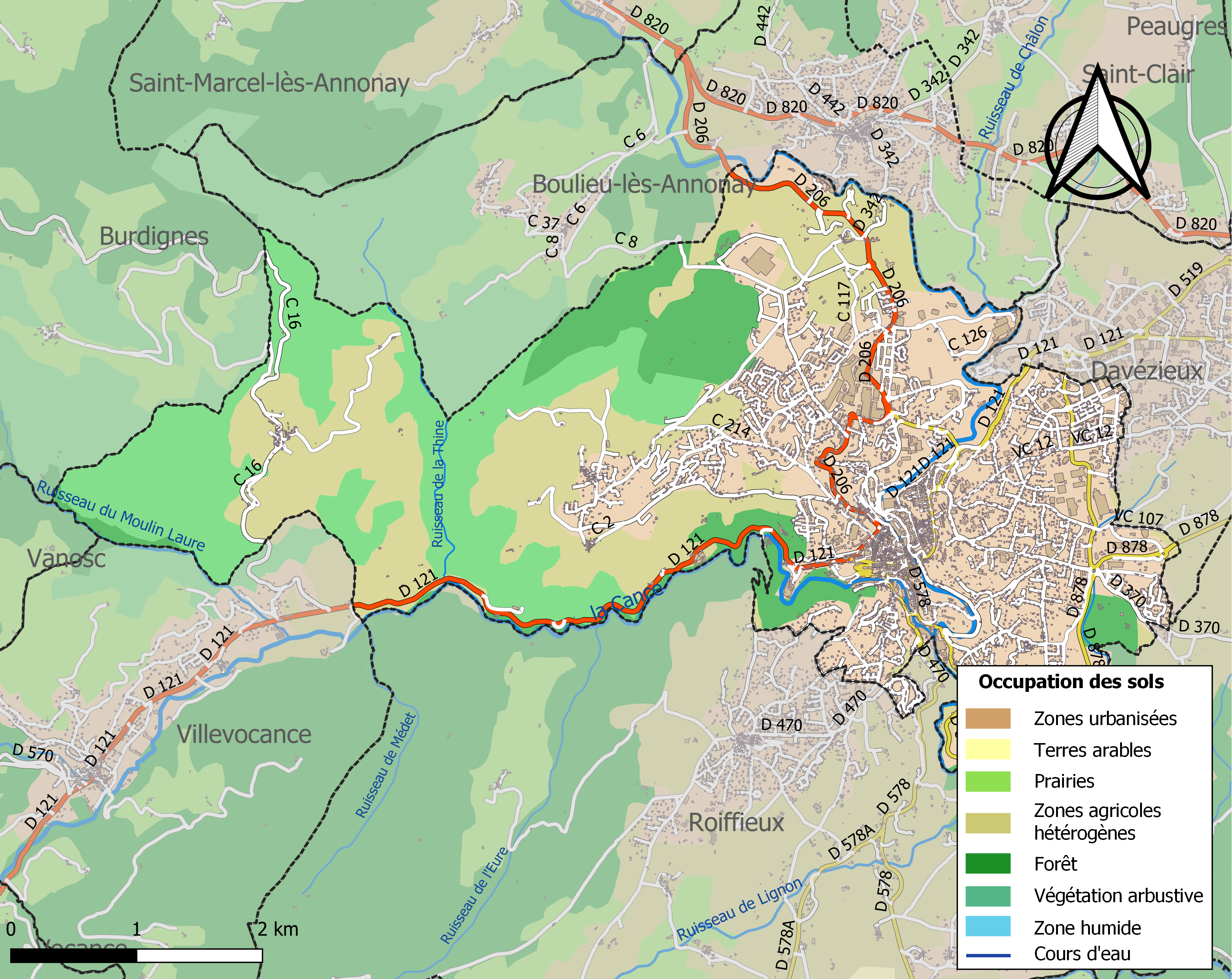
Carte des infrastructures et de l'occupation des sols de la commune en 2018 (CLC).

### Morphologie urbaine
La commune est constituée du chef-lieu, la ville d'Annonay, et de plusieurs hameaux : Vissenty, Chatinais, Boucieu. Avec le développement pavillonnaire, ces quatre entités n'en forment pratiquement qu'une aujourd’hui.
À l'écart se situe un autre hameau : Toissieu.

### Logement
En 2019, selon la Fédération nationale de l'immobilier, le nombre de logements est de 9 891 sur le territoire communal.

### Risques naturels et technologiques

#### Risques sismiques
Selon le PLU de la commune, l'ensemble du territoire de la commune d'Annonay est situé en zone de sismicité no 2 (sur une échelle de 5), comme la plupart des communes situées sur le plateau et la montagne ardéchoise, mais relativement peu éloignée de zone de sismicité no 3, située dans la partie orientale du département de l'Ardèche.
| Type de zone | Niveau           | Définitions (bâtiment à risque normal) |
| ------------ | ---------------- | -------------------------------------- |
| Zone 2       | Sismicité faible | accélération = 1,1 m/s2                |

## Toponymie
L'origine du nom de la ville renvoie à plusieurs hypothèses. L'une d'entre elles veut qu'Annonay vienne de Annoniacum ou domaine d'Annonius, riche Romain qui aurait vécu là. Une autre explique qu’Annonay proviendrait de la présence d’un entrepôt de vivres de l’Annone. Quoi qu’il en soit, le site de la ville fut fréquenté dès l’Antiquité. Des pièces et médailles romaines ont été retrouvées lors du percement de la rue Malleval en 1851. (Anonai en occitan, dialecte vivaro-alpin selon la graphie classique, Anounai selon la graphie mistralienne)
Les formes anciennes du nom de la ville sont Anonacus au VIIIè s, vicaria Annonacensis en 814 et Nonay en 1464. Il est formé du nom d'homme germanique Anno; au cas régime Annon, accompagné du suffixe de propriété latin -acum : il s'agissait à l'origine du « domaine d'Anno ». L'anthroponyme Anno, exprimant une idée de vieillesse, de sagesse, est formé sur le vieux haut allemand  ano, « aïeul ».

## Histoire

### Moyen Âge

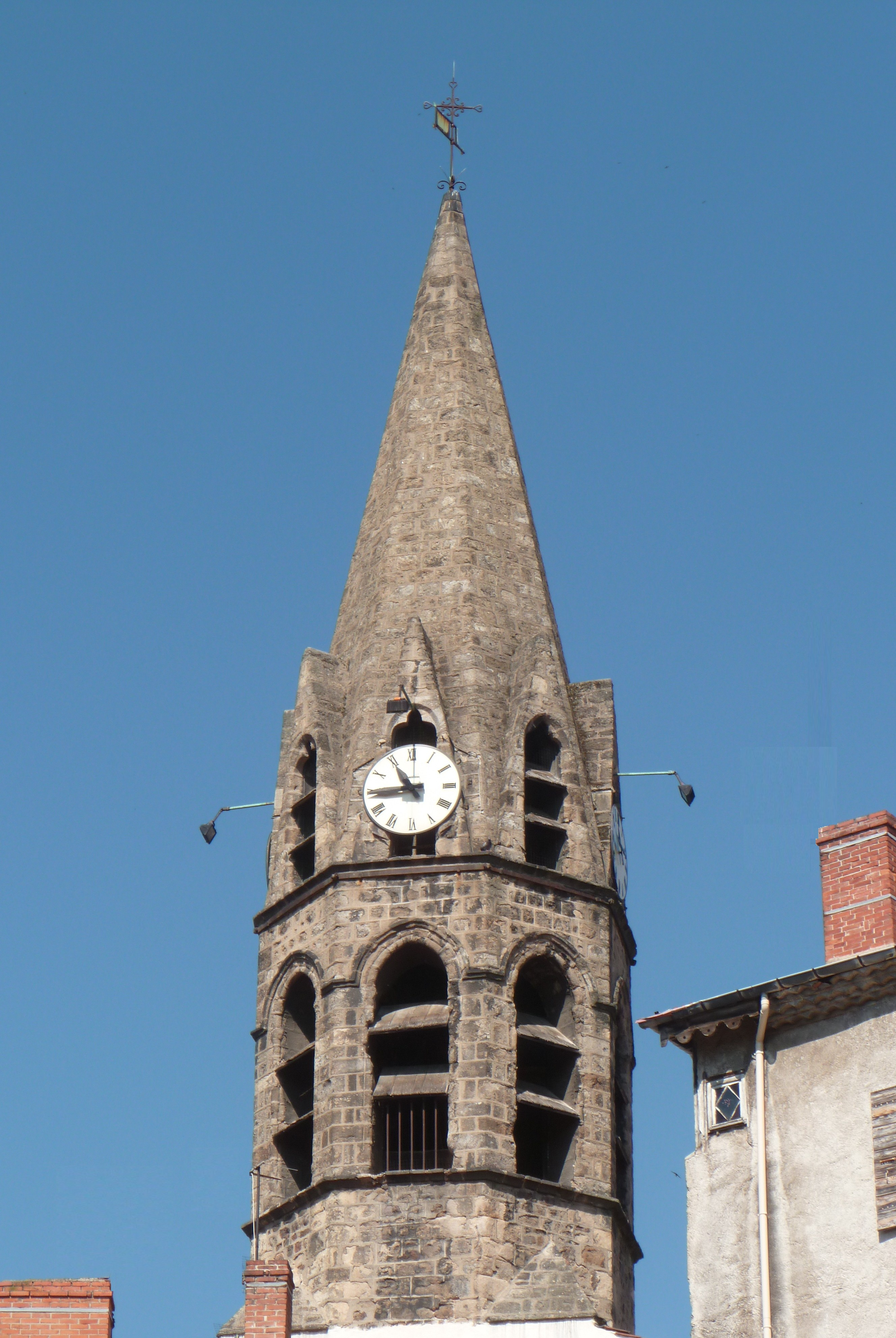
Clocher de la chapelle de Trachin.

Le premier écrit citant Annonay daterait de 403. Une chronique des archives de Vienne qualifierait la ville de bourgade « bâtie par de pauvres ouvriers parcheminiers égarés dans les montagnes du Haut-Vivarais ».
Un manuscrit aujourd'hui disparu : l’Histoire d’Annonay du Père Barthélemy Popon (fl. en 1743 ; curé d'Annonay, chanoine de Saint-Ruf), préciserait qu'Evance, évêque de Vienne, aurait fait construire sur l'emplacement de la place de la Liberté une église dédiée à sainte Marie ou Notre-Dame en 584.
Une charte de 790 (« Les statuts de l'Église de Vienne »), confirmée en 805, extraite du cartulaire de l'Église de Vienne, cite Annonay comme le siège d’un archiprêtré rural.
Au XIIIe et début XIVe siècle, la ville d'Annonay est une étape sur la route du pèlerinage vers la Vierge du Puy-en-Velay. En témoignent les hôtelleries pour pèlerins, les cinq monastères dont le couvent Sainte-Claire, celui des Cordeliers et les deux prieurés tel celui de Trachin.
La famille de Ro(u)ssillon domine la région. Guillaume de Roussillon, seigneur d'Annonay de 1271 à 1277, participe aux Croisades. Dès 1288, entre la ville et le seigneur est signée une charte qui accorde une certaine autonomie à la cité : en particulier, le droit de levée des tailles. Au XIVe siècle, Annonay passe aux Thoire-Villars par le mariage (sans postérité) d'Alix de Roussillon avec Humbert VII de Thoire, seigneur de Villars ; puis au XVe siècle, à la mort d'Humbert VII (probablement en mai 1423 ; il avait gardé l'héritage de sa 1re femme Alix, † en 1367, dont Roussillon et Annonay), sa veuve Isabeau d'Harcourt († le 16 avril 1443, ou en juin 1443) abandonne Annonay dès juin 1423 aux Lévis-Lautrec, dont les droits venaient du mariage d'Eléonore de Villars, sœur d'Humbert VII, avec Philippe III de Lévis, vicomte de Lautrec et seigneur de (La) Roche. Ces derniers sont suivis par leur fils Philippe IV de Lévis († en janvier 1440), marié à Antoinette Bermond d'Anduze, dame de La Voulte, puis par leur fils aîné, Antoine Ier de Lévis (il teste en 1454). Mais les deux fils d'Antoine (x 2° 1425 Isabelle de Chartres, dame d'Ons-en-Bray, fille d'Hector de Chartres, le frère de Regnault), Jean et Antoine II de Lévis, vendent les biens familiaux.
Jean († v. 1474, sans postérité légitime) cède Villars le 1er février 1469 à Amé IX de Savoie, alors que son frère cadet Antoine II de Lévis abandonne ses droits sur Villars (plus Annonay et Roche-en-Régnier) en 1461 puis le 9 mars/7 mai 1473 à Jean II, duc de Bourbon. Finalement Villars restera aux Savoie, et les biens vivarois ou vellaves aux Bourbons, donc, après Jean II, aux ducs Pierre II puis Charles III, le connétable de Bourbon (respectivement : le frère de Jean II ; et le gendre de Pierre II). À la déchéance puis la mort du connétable en 1523-1527, la nièce de Jean II et Pierre II de Bourbon hérite, c'est-à-dire Louise de Savoie (1476-1531), mère de François Ier ; puis à sa mort en 1531, l'héritage des Bourbons, dont Annonay, est rattaché au domaine royal : ainsi, Catherine de Médicis ou son fils le duc d'Anjou en seront apanagés.
Mais le 24 août 1582, par décision du Parlement, (et concrètement en novembre et décembre 1589), les Lévis-La Voulte-Ventadour (Gilbert III, 1er duc de Ventadour, issu de Bermond de Lévis de La Voulte qui fut respectivement le fils et le frère puîné de Philippe IV et d'Antoine Ier de Lévis) réussissent à faire valoir leurs droits et à récupérer Annonay et Roche-en-Régnier.
En 1347 ou 1349, Annonay subit la peste noire qui sévit en Europe. Une grande partie de la population est décimée. Comme pour d'autres régions du Massif Central, des épidémies de peste reviennent à plusieurs reprises entre 1350 et 1450. À partir de 1365, deux consuls sont responsables de la ville.
Au cours du XVe siècle, Annonay s'affirme comme un carrefour commercial : exportation de vin, échanges entre la Vallée du Rhône, le Dauphiné et la montagne, grâce aux muletiers ; la tannerie se développe en profitant des eaux de la Deûme.
La ville, bâtie d'abord sur l’éperon rocheux situé entre les deux rivières de Deûme et de Cance, est défendue par le château des Roussillon au sud et deux maisons fortes, au nord (Maleton) et à l'ouest (Du Peloux). Une ligne de remparts ceinture l'ensemble. Des faubourgs se développent vers le Champ de Mars, sur les rives de la Cance et de la Deûme. Mais cette relative prospérité attire les brigands, routiers et mercenaires. Lors de la guerre de Cent Ans, la ville renforce ses fortifications avec des tours de guet, comme la Tour dite des Martyrs, et les murailles sont percées de portes afin de contrôler les entrées et sorties. On trouve des mentions écrites des portes de Deûme, de Cance, du Champ.
En 1487, la ville compte quatorze églises ou chapelles pour environ deux mille habitants. Au centre de la ville se trouve l'église paroissiale dédiée à Notre-Dame à laquelle est attaché un collège de chanoines de l’ordre de Saint-Ruf. Les clercs représentent alors jusqu'à la moitié de la population.

### Temps modernes (XVIeetXVIIesiècles)

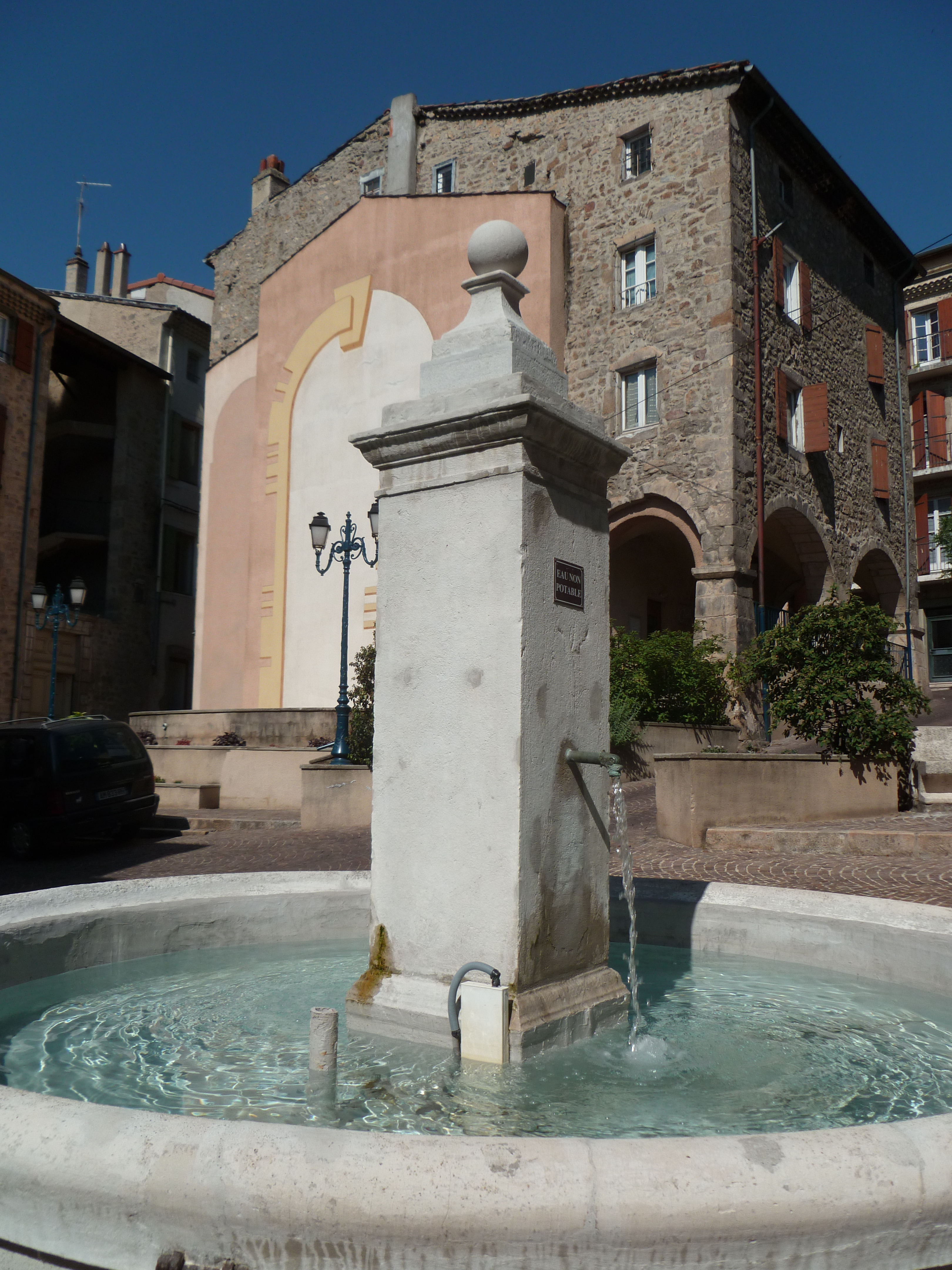
Place Grenette.

En 1524, Annonay est rattachée au domaine du roi de France à la suite de la révolte du connétable de Bourbon : ses biens, dont fait partie Annonay, sont confisqués. La contrée est dominée ensuite par les Lévis-Ventadour (héritiers des Thoire-Villars, voir plus haut) et leurs descendants les Rohan-Soubise (Hercule-Mériadec de Rohan épouse en 1694 Anne-Geneviève de Lévis-Ventadour, d'où la suite des princes de Soubise, ducs de Ventadour, seigneurs d'Annonay ; cf. la petite voie dite « passage Soubise » à Annonay, et le château de Ventadour en Vivarais, dont les sites éponymes sont de grands fiefs, bien loin de l'Ardèche, des Rohan et des Lévis : Soubise et Ventadour).

#### Guerres de religion
À cette époque, Annonay compte 3 500 habitants. Les quartiers de la Cance et de la Deûme sont délaissés par les plus riches au profit de la place Vieille (actuelle place de la Liberté), la place Grenette, la rue des Forges (ancienne Grand-Rue devenue aujourd’hui rue Franki-Kramer).
Annonay adopte le protestantisme avant Genève. Dès 1528, un moine cordelier, Étienne Machopolis qui avait entendu Luther prêcher en Saxe, propage les nouvelles idées. En 1539, deux marchands d'Annonay sont brûlés vifs pour avoir propagé les idées de Luther. Ce sont les excès des clercs qui vont pousser les habitants vers la Réforme. Par ailleurs, dans la région, les protestants comme la famille Benay ont développé la culture du ver à soie et protégé des artisans italiens venus développer les moulins à soie.[réf. nécessaire]
Annonay, aux mains des protestants, est prise une première fois en 1562, par les troupes catholiques de Christophe de Saint-Chamond, seigneur de Thorrenc et Andance. La cité est reprise à la fin de l’année 1562 par des protestants conduits par Jean de Saint-Romain, son propre frère. Saint-Romain et ses troupes saccagent les lieux de culte catholiques annonéens à l’exception de la chapelle de Trachin qui devint temple protestant. Le 10 janvier 1563, trois-mille catholiques commandés par Saint-Chamond les délogent d’Annonay. La ville est mise à sac en cinq jours de violences. L’édit d’Amboise (mars 1563) rétablit la paix en accordant aux protestants la liberté de culte dans certaines villes comme Annonay, siège d'un bailliage. Une épidémie de peste éclate en 1564.
En 1568, les protestants de Saint-Romain s’emparent d’Annonay et abattent la collégiale Notre-Dame. Quelques mois plus tard, en septembre, des catholiques, sous le commandement de Saint-Chamond, reprennent la ville.
Les troupes de Saint-Romain redeviennent maîtres d’Annonay, le 17 juillet 1574. Les maisons de Cance et de Bourgville sont rasées, les remparts ruinés, la collégiale et les différentes chapelles d’Annonay complètement abattues, sauf celle de Trachin. À partir de 1574, le seigneur protestant Jean de Fay de Virieu est envoyé par Henri III pour négocier la paix avec les catholiques et avec les protestants. Un compromis est trouvé au château de la Condamine, dont le seigneur protestant est chargé de commander les places de la région qui sont désarmées. Un édit de pacification est accordé en 1577. La ville connait ensuite une longue période de tranquillité. Cependant le commerce et l'industrie sont anéantis, la cité, en ruine, ne compte plus que 300 feux soit environ 1 500 habitants. Les ordres religieux ont été chassés. En 1583, 1584 et 1585, les mauvaises récoltes amènent inflation, disette et famine. De surcroît, la peste fait des ravages en Haut-Vivarais…
Avec la signature de l'édit de Nantes, la ville retrouve la prospérité. À la fin du XVIe siècle, une trentaine de tanneries sont installées sur les berges de la Deûme et de la Cance, attirées par la qualité de leurs eaux et les élevages environnants. La mégisserie se développe. On compte 11 tanneurs et 4 mégissiers en 1590 ; puis respectivement 20 et 37 en 1704.

#### XVIIeetXVIIIesiècles
Le catholicisme domine dans la capitale du Haut-Vivarais en raison de l’arrivée massive de population extérieure. La reconstruction de l’église Notre-Dame est entreprise avec un budget contraint. Pendant ce temps, la chapelle de Trachin seul édifice religieux intact devient église paroissiale. Un temple protestant est édifié dans le quartier de la place Sainte-Ursule. De nouvelles communautés religieuses s'installent et créent un établissement d’enseignement, le couvent Sainte-Marie. Un nouvel hôpital, réunissant les structures médiévales de Notre-Dame la Belle et Notre-Dame de l’Aumône, est créé le 16 mars 1686 au Champ-de-Mars.
En 1685, la révocation de l'édit de Nantes impose aux protestants, qui représentent à cette époque 50 % de la population de choisir entre s'exiler, abjurer ou continuer à pratiquer leur religion dans la clandestinité. Ce sont surtout des artisans, des industriels, des vignerons et les commerçants. Un siècle plus tard, un recensement montre qu'il ne reste que 7 % de protestants, en majorité issus des classes supérieures.
L'industrie papetière s'implante à Annonay au XVIIe siècle, avec les Montgolfier, papetiers originaires d'Ambert, installés à Vidalon-lès-Annonay (aujourd’hui hameau de la commune de Davézieux). Les Johannot, autre famille auvergnate, est installée depuis 1634 à Faya. Attirés par la qualité des eaux, la force motrice des rivières et l'abondance de la matière première (les chiffons), ils importent les innovations technologiques de Hollande : la pile hollandaise.
Dans le dédale des ruelles et placettes d'Annonay, un progrès est à noter avec la mise en service en 1726 de quatre fontaines publiques alimentées par des eaux de sources captées.
En 1780, la production industrielle de la ville est florissante : 25 000 peaux de vaches, 500 000 peaux de moutons sont traitées par les tanneries. Les usines de papier produisent 300 tonnes de papier. Les papeteries Montgolfier engagent les meilleurs ouvriers, ce qui provoque une raréfaction de la main-d’œuvre, et des demandes pour que les salaires augmentent. Ceux de l’atelier de Vidalon font une grève de deux mois à la fin de 1781 ; après une longue période de tensions entre le patron et ses employés, par son attitude intransigeante, celui-ci perd le meilleur de sa main-d'œuvre, dans une période où les bagarres entre gavots et dévorants sont fréquentes.

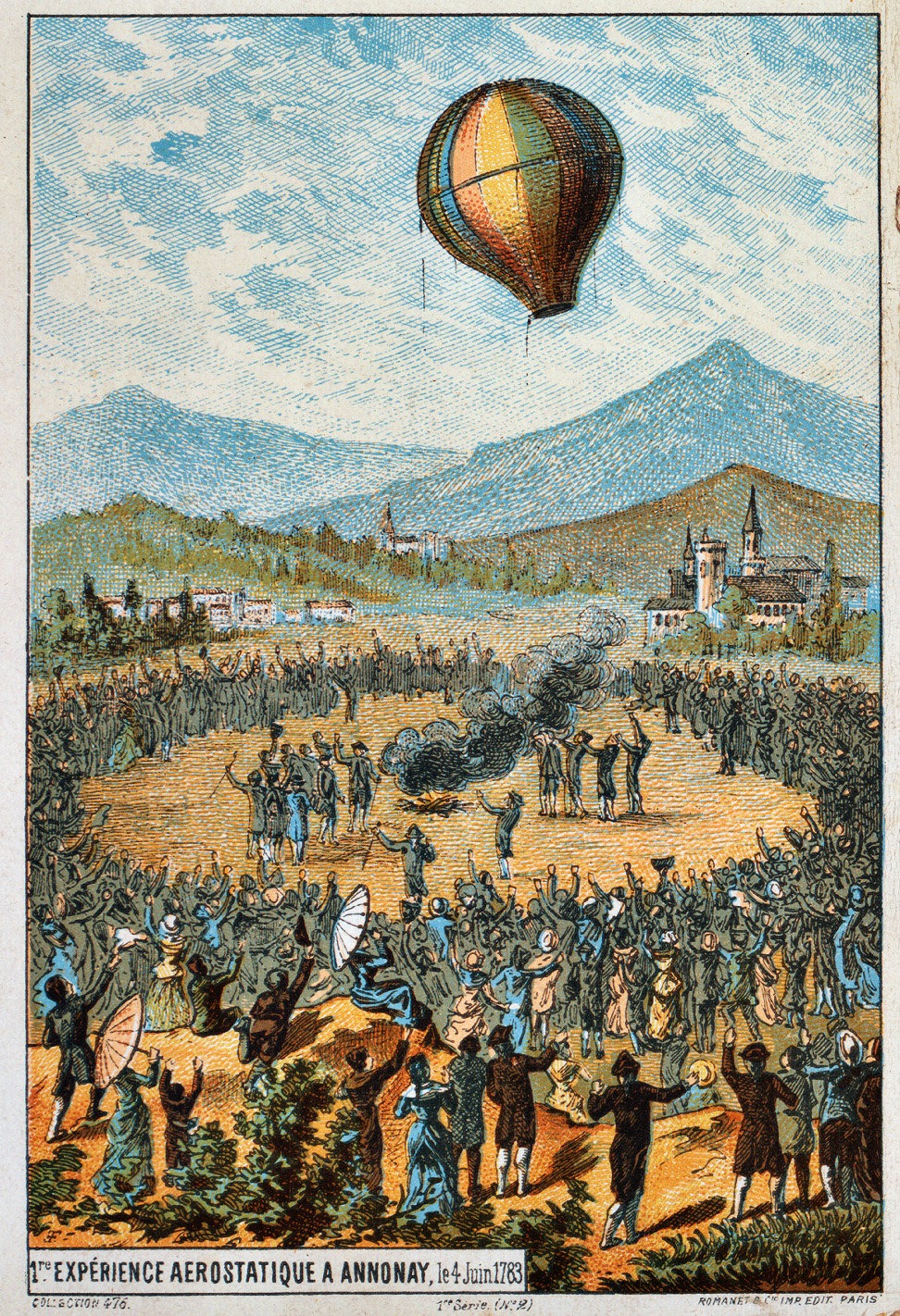
Le premier envol d'une montgolfière.

En 1781, le bailliage devient sénéchaussée.
En 1782 le 14 décembre, la première montgolfière inventée par Étienne et Joseph Montgolfier, s'élève à Vidalon-lès-Annonay. Elle est constituée d'un grand sac de papier doublé de toile placé au-dessus d'un feu de paille mouillée et de laine. Elle reste cependant une expérience privée, le premier envol public et officiel d'une montgolfière a lieu le 4 juin 1783 depuis Annonay, très exactement depuis la place des Cordeliers, devant un public où se trouvent les membres des États particuliers du Vivarais. Plusieurs autres inventions sont à mettre au compte de Joseph Montgolfier : le bélier hydraulique, le mode de fabrication du papier vélin et du papier filtre, appelé papier joseph.
Annonay se développe grâce au commerce. Celui-ci profite du réseau routier amélioré (à la suite de la révolte des camisards). En 1787, Annonay compte 130 commerçants pour environ 7 000 habitants : parmi ceux-ci, rapiers, 11 toiliers, 26 épiciers, 3 orfèvres, 26 marchands de chaussure, 28 tailleurs. À la même époque, la paroisse catholique de la ville est dirigée par un curé-archiprêtre assisté de vicaires. Le collège de chanoines se compose d'un prieur et douze chanoines. Le monastère des clarisses accueille douze religieuses et deux sœurs converses, le couvent Sainte-Marie : trente religieuses et quatre sœurs converses. S’ajoute la présence du pasteur de la communauté protestante…

### Révolution française
Lors de la Révolution, la région est marquée par la vague de déchristianisation qui provoque un certain esprit de résistance parmi les populations catholiques et protestantes. La Terreur fait des victimes comme Pierre François Dulau-Dallemand, curé de Saint-Julien-Vocance, Barthélemy Montblanc, vicaire à Givors, caché autour d’Annonay, et les prêtres Rouville, Bac et Gardes, anciens jésuites, ainsi que trois religieuses de la communauté de Vernosc-lès-Annonay.
Les représentants d'Annonay, tout en étant très favorables au nouvel ordre, adoptent une attitude modérée. Cette modération est illustrée par la personnalité de l'avocat Boissy d’Anglas, proche des Girondins. André-Joseph Abrial, natif d'Annonay, devient ministre de la Justice, il est un des rédacteurs du code civil (code Napoléon).

### XIXesiècle

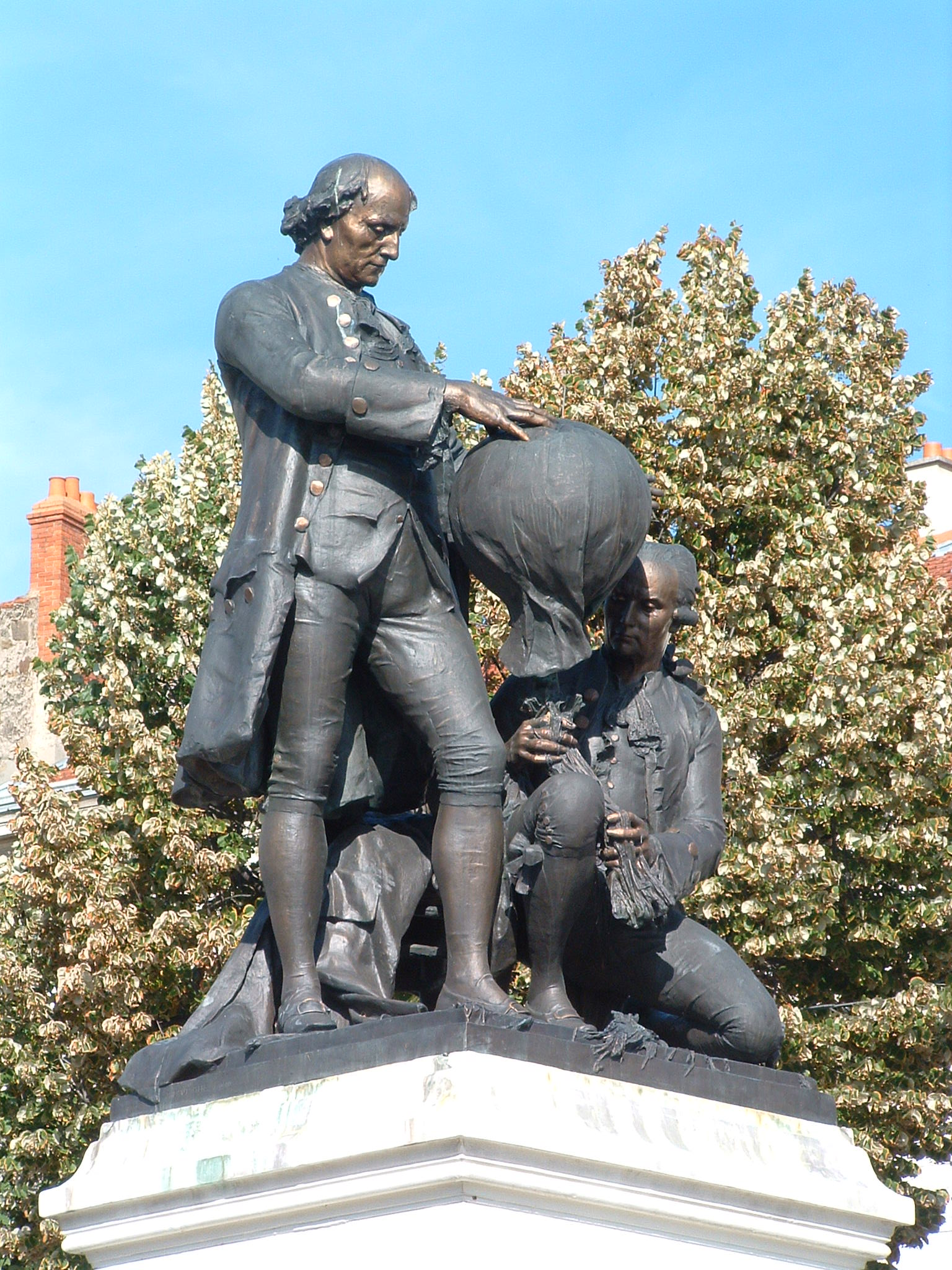
Statue des frères Montgolfier (1883-1885).

Durant la première moitié du XIXe siècle, le besoin en main-d’œuvre des industries papetières et du cuir attire à Annonay des populations des campagnes environnantes. Le nombre d’habitants double pour passer de 5 550 en 1801 à 11 398 en 1846 (il atteint 18 445 habitants en 1866). La physionomie de la ville change avec l’aménagement ou le percement de nouvelles rues rapidement commerçantes (rues Sadi-Carnot, Montgolfier, Boissy-d'Anglas, de Tournon, Melchior-de-Vogüé). Un nouvel hôtel de ville est construit dans un quartier en développement.
Le 26 février 1848, les ouvriers de la ville manifestent violemment leur soutien aux révolutionnaires parisiens (journées de février 1848), avec notamment le caillassage des résidences des notables. L’armée ramène l’ordre.
La population grandit, on construit deux nouvelles églises : Saint-François et Saint-Joseph. Autour de la ville, les demeures bourgeoises, telles le domaine de Marc Seguin ou le château de Déomas rivalisent d'élégance.
La mégisserie transforme des peaux de chevreaux de grandes qualités en cuirs destinés essentiellement à la confection de gants ou de chaussures pour femmes et enfants. Sous le règne de Charles X près de 300 ouvriers travaillent dans les ateliers qui longent les berges de la Deume et de la Cance. Il seront plus de 1000 lorsque éclate la révolution de 1848 prenant une part active dans la proclamation de la Deuxième République à Annonay. Sous la monarchie de Juillet et le Second Empire 1/3 de la production part directement vers la Grande-Bretagne ou les États-Unis d'Amérique. Le reste est vendu aux gantiers grenoblois qui exportent leurs produits aux quatre coins du monde. Ainsi Annonay devient la capitale mondiale de la megisserie de chevreau jusqu'à la Grande Guerre fabricant 6 millions de peaux en 1856 et près de 12 millions en 1905 avec une main d'œuvre, masculine, oscillant entre 1500 et 2000 personnes. La ville bénéficie alors d'une renommée internationale grâce à un savoir-faire remontant au moins au XVIIe siècle, à des négociants implantés dans toute l'Europe qui envoient à Annonay les meilleurs peaux, aux eaux pures qui la traversent et aux banques efficaces comme la Banque Béchetoille.

Pourtant, l'amélioration du réseau routier, la création des premières lignes de chemin de fer, mettent fin au rôle d'Annonay en tant que centre commercial pour l'arrière-pays montagneux. Ce dernier est désormais directement en relation avec Saint-Étienne. Les échanges est-ouest qui avantageaient Annonay sont remplacés par des échanges nord-sud qui suivent en particulier la vallée du Rhône. Désormais à l'écart, Annonay, bien que ville natale de Marc Seguin, ne sera reliée au chemin de fer que par une ligne secondaire.
Dans le contexte social agité de la fin du Second Empire, une grève mobilise plus de 1500 ouvriers de la mégisserie.
La guerre franco-prussienne de 1870 gèle les exportations : les stocks des usines d'Annonay sont pendant un temps bloqués à Paris. Cette crise amorce le déclin de la mégisserie à Annonay, accentuée par la faiblesse des investissements industriels. Plus de 2 000 salariés sont licenciés et vont trouver du travail dans d'autres régions.
De nouveaux procédés de fabrication de papier sont mis en place, la production se spécialise. La papeterie emploie 1 500 personnes vers 1875. Une telle activité nécessite beaucoup d’eau, elle est fournie depuis 1867 par la retenue réalisée sur le Ternay. Son eau est distribuée aux habitants grâce à des bornes-fontaines réparties dans chaque quartier.
Tandis que l’on commence à voir apparaître la vie associative moderne avec la création des premiers clubs sportifs comme l’Annonéenne, société de gymnastique existant encore au XXIe siècle ; la presse locale naissante, rend compte d'événements comme les festivités marquant le Centenaire du premier envol d’une montgolfière. Annonay soigne son entrée principale en créant une nouvelle artère reliant la gare PLM au centre-ville : le boulevard de la République (1883-1888)…

### XXesiècle

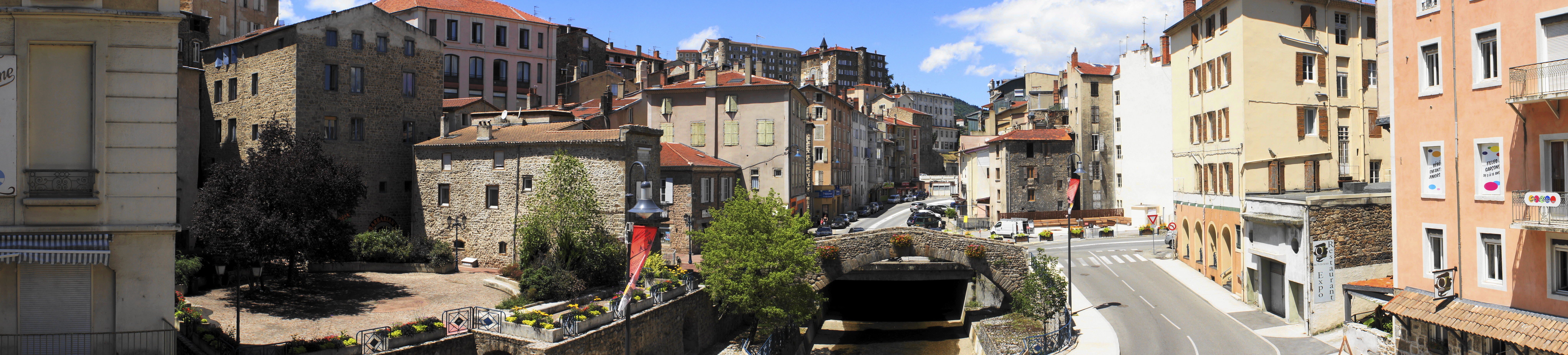
Pont Valgelas.

Au début XXe siècle, la ville conserve son aspect ancien, à l’exception du quartier de la Gare. Des travaux de construction concernent surtout les industries concentrées dans les vallées industrieuses de la Cance et de la Deûme. « Les Galeries Modernes » (actuelle Maison des Services publics) sont le premier grand magasin d’Annonay. L’église historique de Notre-Dame est reconstruite. En 1910, arrive l'électricité.
Les lois sur les congrégations religieuses et sur la séparation des Églises et de l’État trouvent un écho passionnel à Annonay et dans sa région. Les expulsions des religieux et des religieuses, les Inventaires en particulier sont l’occasion de violentes manifestations motivées par la crainte d’un retour des excès de 1793 – 1794. [réf. nécessaire]
La Première Guerre mondiale provoque 552 morts originaires d'Annonay. [réf. nécessaire]
L’entre-deux-guerres est marqué par la visite présidentielle d’Alexandre Millerand en 1923 à l’occasion de l’inauguration du monument en l’honneur de Marc Seguin et par le Troisième cinquantenaire de l’envol de la première montgolfière (1933). L’aspect de la ville reste le même : des rues sales et noires, peu de constructions neuves comme la maison dite «La Vanaude ». La « ceinture dorée » des « châteaux » ou demeures bourgeoises contraste avec le centre-ville et ses taudis et industries polluantes. Sur le plan économique, les industries mécaniques se développent : machines pour la tannerie avec les frères Mercier et surtout fabrication d'autocars. L'ancienne entreprise artisanale de Jean-Joseph Besset devient Renault puis Irisbus, qui y fabriquera l'ensemble de sa gamme d'autobus et d'autocars pour la France. Ces entrepreneurs inventent le concept de la zone industrielle.[réf. nécessaire] Les descendants des frères Montgolfier, B. et E. de Canson, inventent le papier calque, des papiers photographiques. Les tissages connaissent un fort développement.
Le 23 août 1926, l’hôtel de ville est pris par un incendie. Sa bibliothèque comportant 30 000 ouvrages « de grande valeur » est également la proie des flammes.
Durant la Seconde Guerre mondiale, Annonay voit se terminer les derniers combats de 1940, notamment par la résistance des spahis marocains retenant un temps la poussée allemande à l'entrée de la ville, dans de violents combats. Comme de nombreuses villes françaises, Annonay accueille le nouveau régime du maréchal Pétain, mais les habitants déplorent les pillages allemands, la présence de collaborateurs (et miliciens) et la main mise sur la ville de l'élite industrielle, pilier du régime de Vichy. Cependant, Annonay évolue d'un soutien au régime de Vichy à une franche opposition (surtout après l'instauration du S.T.O), elle est la première ville libérée par la Résistance (A.S. et F.T.P.) du 6 au 17 juin 1944, date de reprise de la ville par les Allemands et Vichy. En effet, ces derniers ne pouvaient laisser cette enclave 'libérée" perturber leur retraite du sud de la France. Le 3 août 1944, les Résistants annonéens se distinguent : ils délivrent un train de 70 déportés en le détournant vers Annonay. Trois d'entre eux, étant utilisés comme bouclier par leurs geôliers allemands, meurent dans le combat. Ces faits lui valent la Croix de Guerre 1939-1945 et une citation à l’ordre de la Nation.
La paix revenue, de nouveaux secteurs d'activité se développent : l'agro-alimentaire, la production de médicaments… D’autres vont péricliter avant de se marginaliser, comme le travail du cuir et du textile après de grands conflits sociaux…
Le visage de la ville change. À partir de 1949, sur des terres agricoles à proximité de l’usine Besset, un nouveau quartier se crée, il comprend des grands ensembles immobiliers, des lotissements, des écoles, des infrastructures sportives et des commerces. Les catholiques bâtissent la quatrième église de la ville. L’urbanisation s'étend en direction de Boulieu-lès-Annonay, de Roiffieux et surtout de Davézieux avec une importante zone industrielle et commerciale.
Dans la ville ancienne, la Deûme est couverte sur plus d’un kilomètre, ce qui permet de créer l’avenue de l’Europe. La vieille ville est rénovée progressivement, les façades noires sont mises en couleur. Des friches industrielles sont réhabilités pour de nouveaux usages.
Les Annonéens fêtent le centenaire de la ligne de chemin de fer (1970), Marc Seguin (1975 et 1986) et le bicentenaire de l’envol de la première montgolfière (1983).

### XXIesiècle

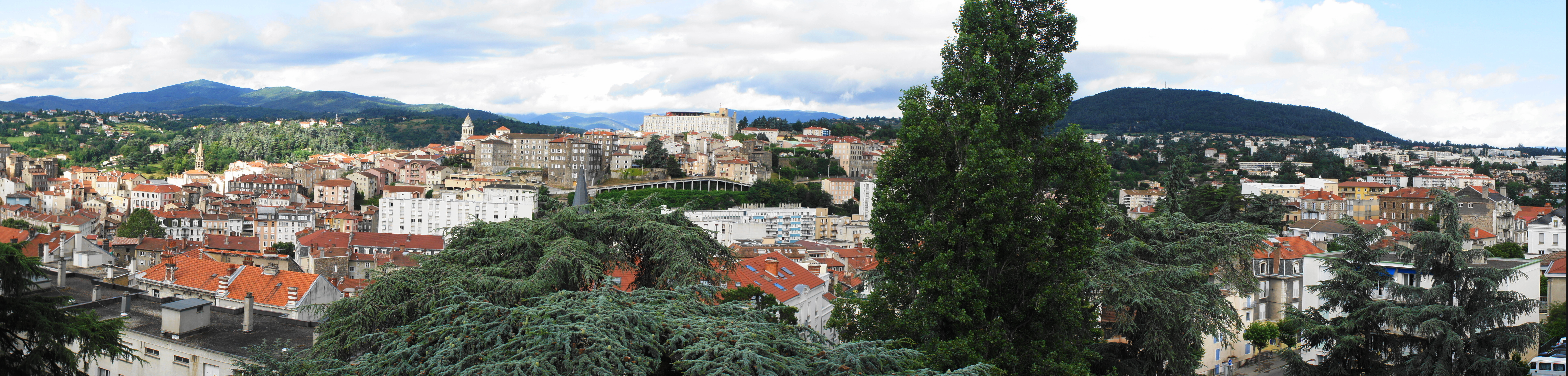
Vue panoramique d'Annonay.

La désindustrialisation affecte la cité, contribuant à la baisse continue de sa population depuis les années 1970. Des fleurons économiques disparaissent, ce qui entraîne des pertes d’emplois dans les tissages industriels et la papeterie. Pourtant de nouvelles sociétés émergent dans les domaines de l’agro-alimentaire et du matériel de nettoyage.
Bien que plus discrète dans une société sécularisée, la vie religieuse demeure. La communauté protestante comprend l’Église évangélique et l’Église protestante unie de France. La communauté musulmane construit la Maison de l’Orient édifice abritant notamment la première mosquée d’Annonay. La communauté catholique constitue à partir du 1er janvier 2003 la paroisse « Sainte-Claire d’Annonay-Vocance », par fusion des paroisses de la ville d'Annonay, de Roiffieux, des villages de La Vocance : Vocance, Villevocance, Vanosc, Saint-Julien-Vocance, Le Monestier et du hameau de Toissieu. Au 1er mai 2021, cette paroisse fusionne avec sa voisine « Saint-Christophe lès Annonay ». Elles vont constituer la paroisse « Bienheureux Gabriel Longueville » regroupant en une seule entité l'ensemble des catholiques du bassin de vie d'Annonay.
La vie associative et culturelle est riche. Les Annonéens fêtent le centenaire de l'ouverture au culte de la nouvelle église Notre-Dame (2012) et de la création de l’usine de Joseph Besset (2013).
Les rénovations et les constructions se poursuivent. Le centre ancien fait l'objet d'un projet de rénovation dans le cadre du Programme national de revitalisation des quartiers anciens dégradés (PNRQAD), qui est inclus avec le Zodiaque dans un vaste quartier prioritaire. Le long de la Deûme est aménagée une nouvelle entrée de la ville, elle débouche sur la place des Cordeliers maintenant embellie et débarrassée de son parc à voitures. La ville, gérée par l’intercommunalité s’étend depuis les vallées de la Cance et de la Deûme en amont d’Annonay, jusqu'au plateau en direction de la vallée du Rhône.

### Héraldique
| Blason de Annonay | Blason  | Échiqueté d'or et de gueules de quatre tires. Devise / CriCives et semper cives (Citoyen et toujours citoyen). |
| Blason de Annonay | Détails | Le statut officiel du blason reste à déterminer.                                                               |

## Politique et administration

### Tendances politiques et résultats
Les résultats du second tour de la présidentielle de 2017 à Annonay sont les suivants : Emmanuel Macron (En Marche!) est en tête des suffrages avec 69,73 % des voix. En deuxième position, Marine Le Pen (Front national) recueille un score de 30,27 %.
À l'issue du premier tour à Annonay, Emmanuel Macron (En Marche!) arrive en première position avec 24,39 % des votes.
Sur le plan municipal, la gauche dirige la ville depuis 2008 avec Olivier Dussopt PS (2008 - 2017), Antoinette Scherer PS (2017-2020) et Simon Plenet PS (depuis 2020). Les élections municipales de 2020 voit la liste "Annonay c'est vous" conduite par le socialiste et président sortant d'Annonay Rhône Agglo Simon Plenet l'emporter dans le cadre d'une quadrangulaire avec seulement 37 voix d'avance sur la liste de droite "Osons" conduite par Marc-Antoine Quenette LR (conseiller départemental Annonay-1). La participation est particulièrement faible avec 30.68%

#### Résultats municipale2etour (juin 2020)
- Simon Plenet (PS): 1642 voix (41.95%) / 24 sièges
- Marc-Antoine Quenette (LR): 1605 voix (41%) / 7 sièges
- Denis Neime (EELV - PCF - LFI): 400 voix (10.21%) / 1 siège
- Jérôme Dozance (Divers): 267 voix (6.82%) / 1 siège

### Liste des maires

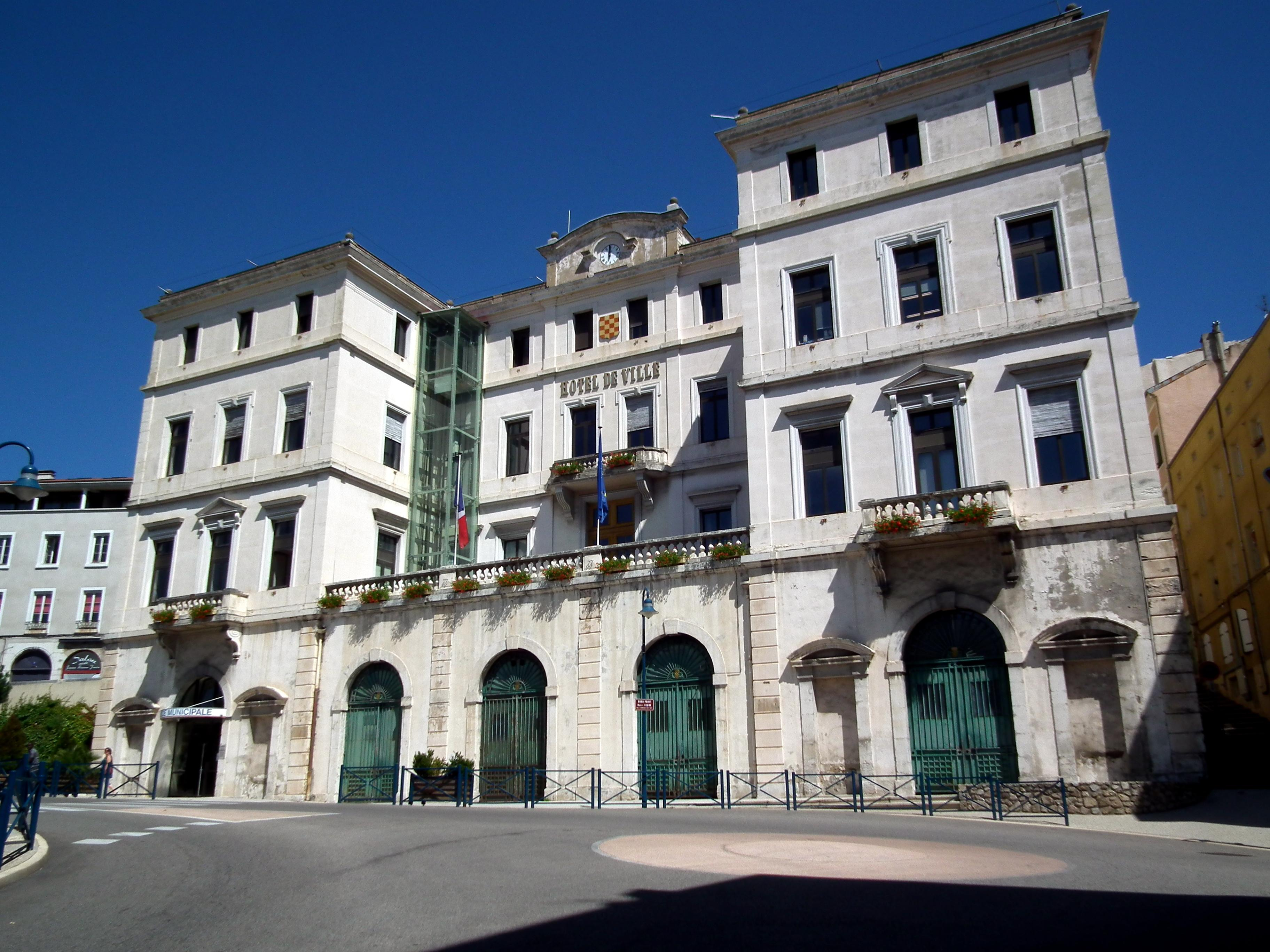
L'hôtel de ville d'Annonay.

| Période      | Période                       | Identité              | Étiquette    | Qualité |
| ------------ | ----------------------------- | --------------------- | ------------ | --- |
| mars 1977    | mars 1983                     | Jean Parizet          | PS           | Chef de service à la SAVIEM Président du District urbain d'Annonay |
| mars 1983    | octobre 1986                  | Régis Perbet          | RPR          | Directeur de coopérative agricole Député de l'Ardèche (1980 → 1992) Conseiller régional (1986) Conseiller général (1973 → 1992) Démissionnaire                                                |
| octobre 1986 | juin 1997                     | Claude Faure          | RPR          | Directeur de production Adjoint au maire (1983 → 1986) Conseiller régional (1986 → 2004) Conseiller général (1992 → 1998) Mandat écourté après l'annulation du scrutin des 11 et 18 juin 1995 |
| juin 1997    | mars 2001                     | Jean-Claude Tournayre | PS           | Architecte Président de la CABA (1999 → 2001) Conseiller général (1998 → 2011) Élu à la suite d'une élection municipale partielle,                                                            |
| mars 2001    | mars 2008                     | Gérard Weber          | RPR puis UMP | Masseur-kinésithérapeute Député de l'Ardèche (2e circ.) (2002 → 2007) Président de la CABA (2001 → 2008)                                                                                      |
| mars 2008    | juillet 2017                  | Olivier Dussopt       | PS           | Assistant parlementaire Député de l'Ardèche (2e circ.) (2007 → 2017) Conseiller régional (2006 → 2008) Démissionnaire après sa réélection comme député                                        |
| juillet 2017 | juillet 2020                  | Antoinette Scherer    | PS           | Docteure en gynécologie-obstétrique Première adjointe (2009 → 2017) |
| juillet 2020 | En cours (au 22 juillet 2021) | Simon Plénet          | PS           | Technicien environnement Adjoint au maire (2008 → 2020) Conseiller départemental (2015 → 2021) Président de la CABA (2014 → 2016) Président d'Annonay Rhône Agglo (2017 → )                   |

### Conseil municipal de la jeunesse
Créé en 2009, le conseil municipal de la jeunesse (CMJ est constitué d'une trentaine de jeunes de 13 à 17 ans, provenant des différents établissements scolaires d’Annonay. Le mandat est de deux ans. La 7e mandature a débuté en octobre 2021. Ils se réunissent chaque semaine à la Maison des services publics (MSP). Ils organisent différents événements au cours de l'année (Halloween, Festi'Jeunes) ainsi que divers projets portant sur la solidarité ou sur l'environnement. Ses membres sont régulièrement associés aux prises de décision de la ville d'Annonay via des participations aux bureaux de majorité.

### Jumelages
Annonay est jumelée avec les villes de :
- Backnang (Allemagne) depuis 1966 ;
- Chelmsford (Royaume-Uni) depuis 1999 ;
- Barge (Italie) depuis 2001.

## Équipements et services publics

### Enseignement
Annonay dispose de six écoles maternelles publiques (Alphonse-Daudet, Cordeliers, Jean-Moulin, Font-Chevalier, Vissenty et Champ-de-Mars), six écoles primaires publiques (Van-Gogh, Cordeliers, Malleval, Font-Chevalier, Vissenty et Jean-Moulin) qui accueillent plus de 1200 élèves ; à ces établissements s'ajoutent deux écoles privées (Sainte-Claire et Saint-Basile).
La ville héberge l'ensemble des établissements scolaires du second degré de l'agglomération Annonay Rhône Agglo : collège public des Perrières, collège public de la Lombardière, collège privé Notre-Dame, collège privé Saint-Basile, lycée public Boissy-d'Anglas, lycée privé Saint-Denis, lycée professionnel public Montgolfier, lycée professionnel privé Marc-Seguin, lycée privé Agrotech, SEPR (centre de formation par apprentissage). Au total, 6000 élèves étudient dans le secondaire dont, particularité rare, 50 % environ dans l'enseignement privé.
Une trentaine de BTS et de licences professionnelles sont proposés sur la ville. En août 2021, le projet d'ouverture d'un campus connecté dans les locaux de la maison des services publics a finalement été abandonné par le département de l'Ardèche.

## Population et société

### Évolution démographique
L'évolution du nombre d'habitants est connue à travers les recensements de la population effectués dans la commune depuis 1793. Pour les communes de plus de 10 000 habitants les recensements ont lieu chaque année à la suite d'une enquête par sondage auprès d'un échantillon d'adresses représentant 8 % de leurs logements, contrairement aux autres communes qui ont un recensement réel tous les cinq ans,.

En 2022, la commune comptait 17 222 habitants, en évolution de +3,5 % par rapport à 2016 (Ardèche : +2,48 %, France hors Mayotte : +2,11 %).
| 1793  | 1800  | 1806  | 1821  | 1831  | 1836  | 1841   | 1846   | 1851   |
| ----- | ----- | ----- | ----- | ----- | ----- | ------ | ------ | ------ |
| 5 800 | 5 550 | 6 083 | 7 748 | 8 277 | 9 031 | 10 384 | 11 938 | 13 214 |

| 1856   | 1861   | 1866   | 1872   | 1876   | 1881   | 1886   | 1891   | 1896   |
| ------ | ------ | ------ | ------ | ------ | ------ | ------ | ------ | ------ |
| 13 679 | 16 271 | 18 445 | 17 033 | 15 848 | 17 291 | 17 308 | 17 626 | 17 028 |

| 1901   | 1906   | 1911   | 1921   | 1926   | 1931   | 1936   | 1946   | 1954   |
| ------ | ------ | ------ | ------ | ------ | ------ | ------ | ------ | ------ |
| 17 490 | 17 300 | 16 661 | 15 032 | 14 690 | 15 427 | 15 669 | 15 462 | 16 201 |

| 1962   | 1968   | 1975   | 1982   | 1990   | 1999   | 2006   | 2011   | 2016   |
| ------ | ------ | ------ | ------ | ------ | ------ | ------ | ------ | ------ |
| 18 434 | 20 757 | 20 832 | 19 484 | 18 525 | 17 522 | 17 088 | 16 445 | 16 640 |

| 2021   | 2022   | - | - | - | - | - | - | - |
| ------ | ------ | - | - | - | - | - | - | - |
| 16 873 | 17 222 | - | - | - | - | - | - | - |

### Pyramide des âges
En 2021, le taux de personnes d'un âge inférieur à 30 ans s'élève à 32,5 %, soit au-dessus de la moyenne départementale (29,7 %). À l'inverse, le taux de personnes d'âge supérieur à 60 ans est de 32,2 % la même année, alors qu'il est de 32,8 % au niveau départemental.
En 2021, la commune comptait 8 022 hommes pour 8 851 femmes, soit un taux de 52,46 % de femmes, légèrement supérieur au taux départemental (51,22 %).
Les pyramides des âges de la commune et du département s'établissent comme suit :
| Hommes | Classe d’âge | Femmes |
| ------ | ------------ | ------ |
| 1,1    | 90 ou +      | 2,9    |
| 8,7    | 75-89 ans    | 12,1   |
| 18,8   | 60-74 ans    | 20,5   |
| 19,3   | 45-59 ans    | 18,7   |
| 16,8   | 30-44 ans    | 15,7   |
| 17,0   | 15-29 ans    | 15,5   |
| 18,3   | 0-14 ans     | 14,5   |

| Hommes | Classe d’âge | Femmes |
| ------ | ------------ | ------ |
| 1      | 90 ou +      | 2,5    |
| 9      | 75-89 ans    | 11,4   |
| 20,8   | 60-74 ans    | 21,1   |
| 21,2   | 45-59 ans    | 20,3   |
| 16,9   | 30-44 ans    | 16,5   |
| 14,2   | 15-29 ans    | 12,6   |
| 17     | 0-14 ans     | 15,6   |

### Manifestations culturelles et festivités
février
- Le Festival international du premier film.

juin
- Festi’roc 07, un festival de musiques chrétiennes actuelles est organisé par les paroisses catholiques du bassin d'Annonay.

juillet
- Le festival de la montgolfière renommé en 2022 "J'Peux Pas J'ai Montgolfière".
- Festi'Jeunes, un événement festif avec concert et animations à destinations des jeunes annonéens est organisé par le conseil municipal de la jeunesse depuis 2016.

novembre
- Les Gourmandises d'Ardèche et du Haut-Vivarais, organisées par l'association du même nom, se tiennent le troisième week-end. Une soixantaine d'exposants et des animations rythment cette manifestation, la place des Cordeliers devient alors la vitrine des produits ardéchois.
- Le championnat de France de montgolfière.

### Sports
- Club Sportif Annonéen (CSA), club de rugby fondé en 1903, jouant en Fédérale 1 depuis 2022[49].

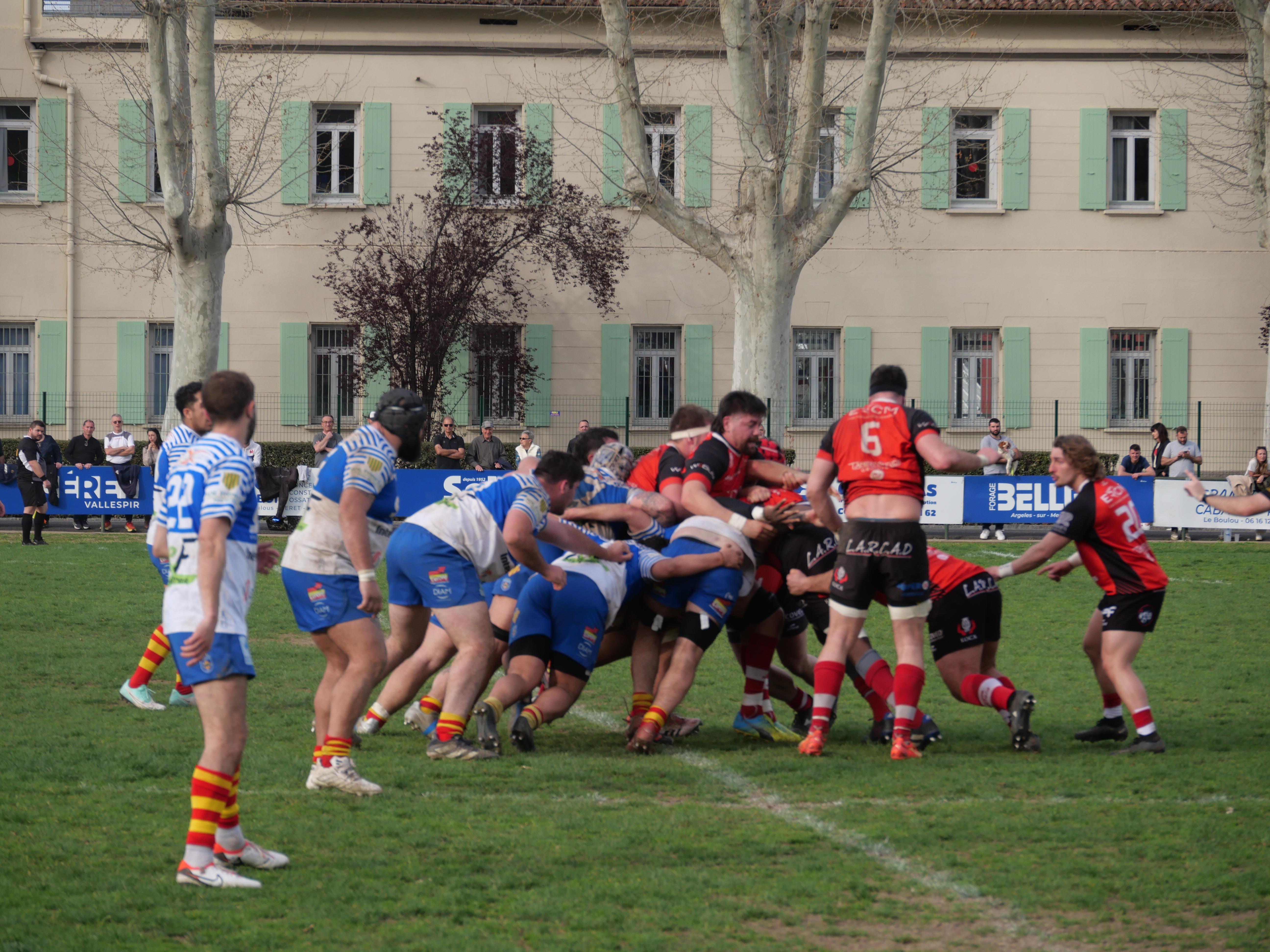
Le CSA en 2024 contre le Céret sportif.

### Médias
Le quotidien régional Le Dauphiné libéré est présent dans cette ville. Le journal hebdomadaire Le Réveil du Vivarais fait partie du groupe de presse Centre-France depuis 2013. L'Hebdo de l'Ardèche couvre ce territoire.
Depuis le début des années 2000, un mensuel gratuit couvrant l'actualité culturelle L'Indispensable est distribué chez les commerçants du bassin annonéen.
En ce qui concerne l'audiovisuel, Ici Drôme Ardèche est la station de radio publique locale émettant sur le secteur de Privas et tout le département de l'Ardèche et la radio MTI diffuse ses programmes, dans la Drôme, en Ardèche, dans le Vaucluse et dans le Gard.

## Économie
Anciennement réputée pour ses papeteries (dès le XVIIe siècle) et ses industries du cuir, Annonay abrite actuellement des industries en constructions mécaniques, carrosserie, textiles, chaussures, produits agroalimentaires et pharmaceutiques. La ville abrite un des établissements de l'entreprise papetière MP hygiene dont le siège est à Lyon.
Annonay est une ville active dans l'industrie de l'autocar avec les usines Iveco Bus d'Annonay (ex-Irisbus), rachetées à Renault par Fiat pour devenir Iveco Bus. Il s'agit de la plus grande usine française de fabrication d'autobus et d'autocars fondée par Joseph Besset en 1938 avec les autocars Isobloc, devant Heuliez Bus.
Ce tissu économique s'oriente vers le secteur tertiaire, les nouvelles technologies et le tourisme vert.
Les principales entreprises sont :
- Excelvision qui produit des collyres[54] ;
- Canson industriel historique qui fabrique des papiers pour les beaux arts, acheté 85 millions d'euros par l'Italien Fila au groupe Hamelin[55] ;
- Laboratoire Tetra Medical : Dispositifs médicaux à usage unique intégré depuis juillet 2015 à 3T Group ;
- Annonay Production France : leader européen des liners de piscine[56].
- Tannerie d'Annonay du groupe Hermès[57],[58].

Annonay est le siège de la Chambre de commerce et d'industrie Nord-Ardèche devenue la Chambre de commerce et d'industrie de l'Ardèche depuis sa fusion avec la Chambre de commerce et d'industrie Ardèche Méridionale.

## Culture locale et patrimoine

### Lieux et monuments

#### Patrimoine civil

##### Relatif aux frères Montgolfier

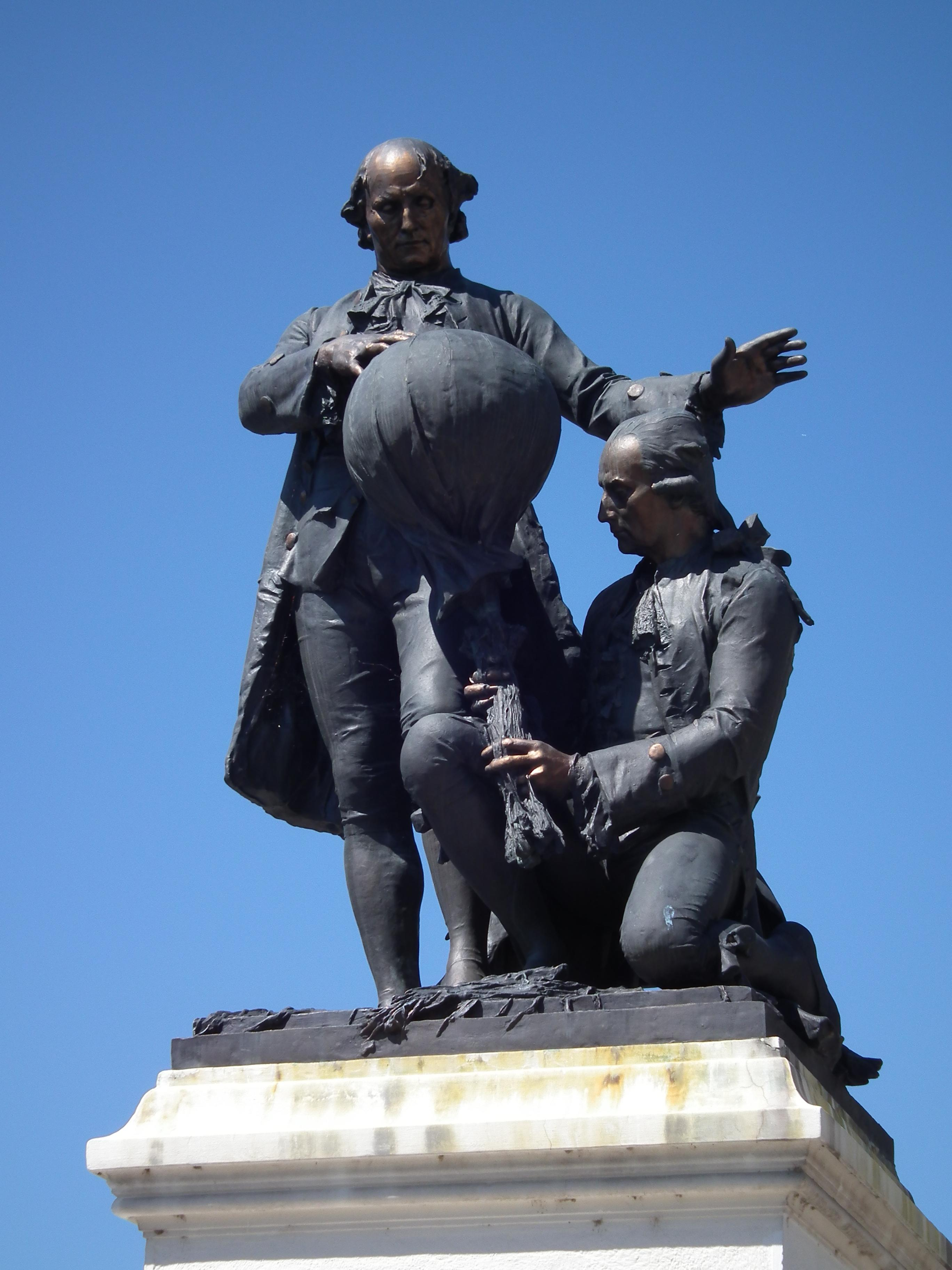
Les frères Montgolfier.

- La statue des frères Joseph et Étienne De Montgolfier, se trouve place de la Libération. Œuvre du sculpteur Henri-Louis Cordier, elle est inaugurée le 5 juin 1888[59].
- La Pyramide, obélisque de pierre, œuvre d‘Étienne-François Imbard en haut du boulevard de la République, érigée entre 1819 et 1822, elle commémore la première expérience aérostatique des frères De Montgolfier[60].

##### Relatif à Marc Seguin

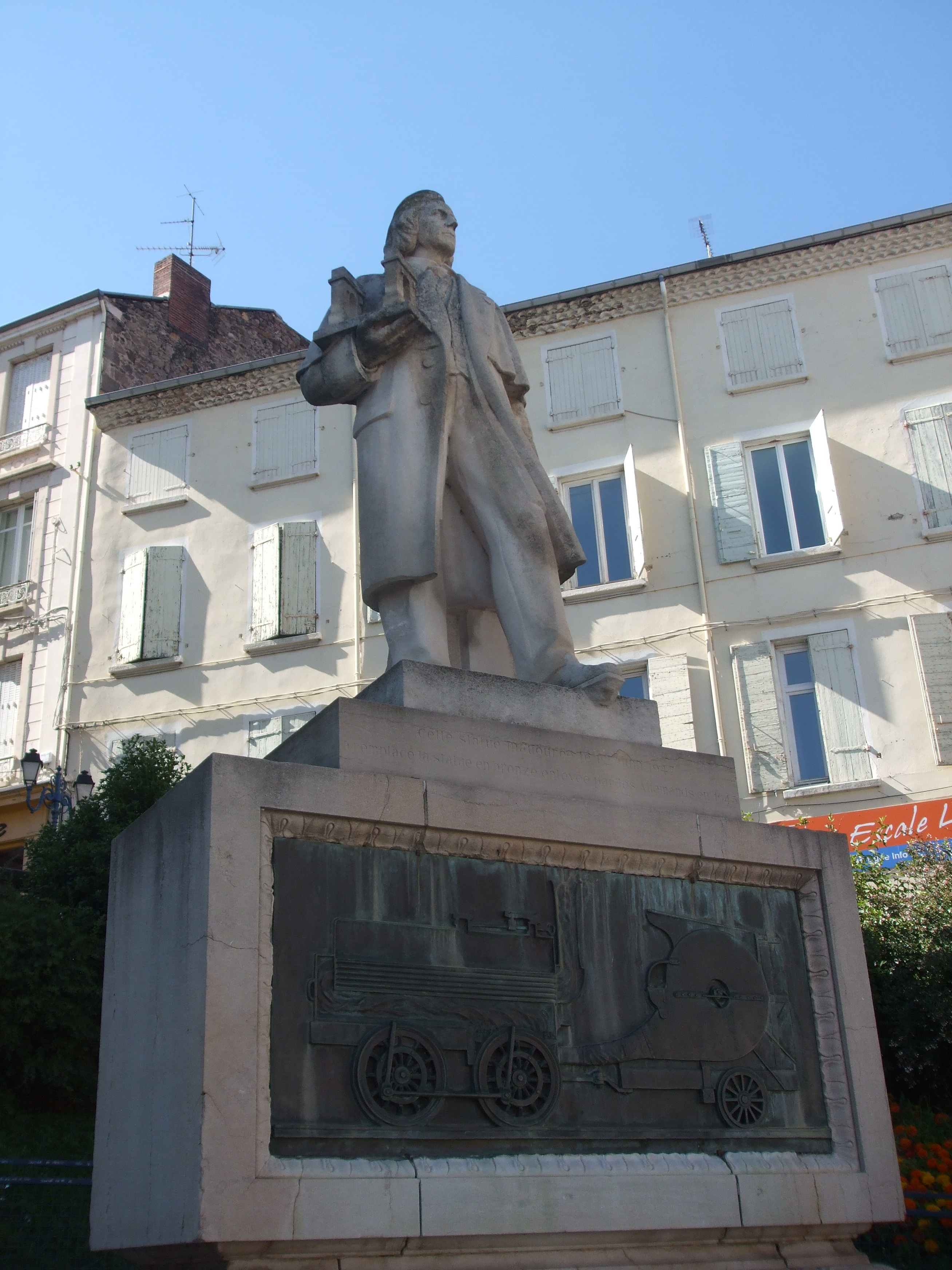
Monument de Marc Seguin tel qu'il était entre 1947 et 2017.

- Monument de Marc Seguin, place de la Liberté. À l'origine il comprend un socle en marbre, une statue et un bas-relief présentant une locomotive à chaudière tubulaire. La statue de bronze, est l'œuvre de François Clémencin en 1923. Soustraite par l’armée allemande en 1942, elle est remplacée par une autre statue du même sculpteur, inaugurée le 1er juin 1947[59]. Le socle en marbre est détruit en 2017 lors de la rénovation de la place. Ses éléments essentiels ont été conservés. La statue de Clémencin de 1947 et le bas-relief de bronze ont été déplacés et dissociés. Le nouveau monument est inauguré sur la place de la Liberté rénovée, le 20 octobre 2018.
- Domaine de Marc Seguin à Varagnes est inscrit parmi les Monuments Historiques[61].

##### Relatif à Boissy d'Anglas
- Statue de François-Antoine de Boissy d'Anglas sur la place du Champ-de-Mars est l'oeuvre du sculpteur Pierre Hébert, elle est inaugurée le 5 octobre 1862. Le socle, orné d’un bas relief en bronze (œuvre de Pierre-Eugène-Émile Hébert) représente la séance du 1er prairial an III de la Convention[59].
- Boissy d'Anglas à la séance du 1er prairial an III, œuvre d’Auguste Jean-Baptiste Vinchon[62], se trouve dans la salle de réception et des mariages de l'hôtel de ville. Cette toile est classée au titre d'objet parmi les « Monuments historiques » depuis le 16 décembre 2019[63].

##### Fontaines

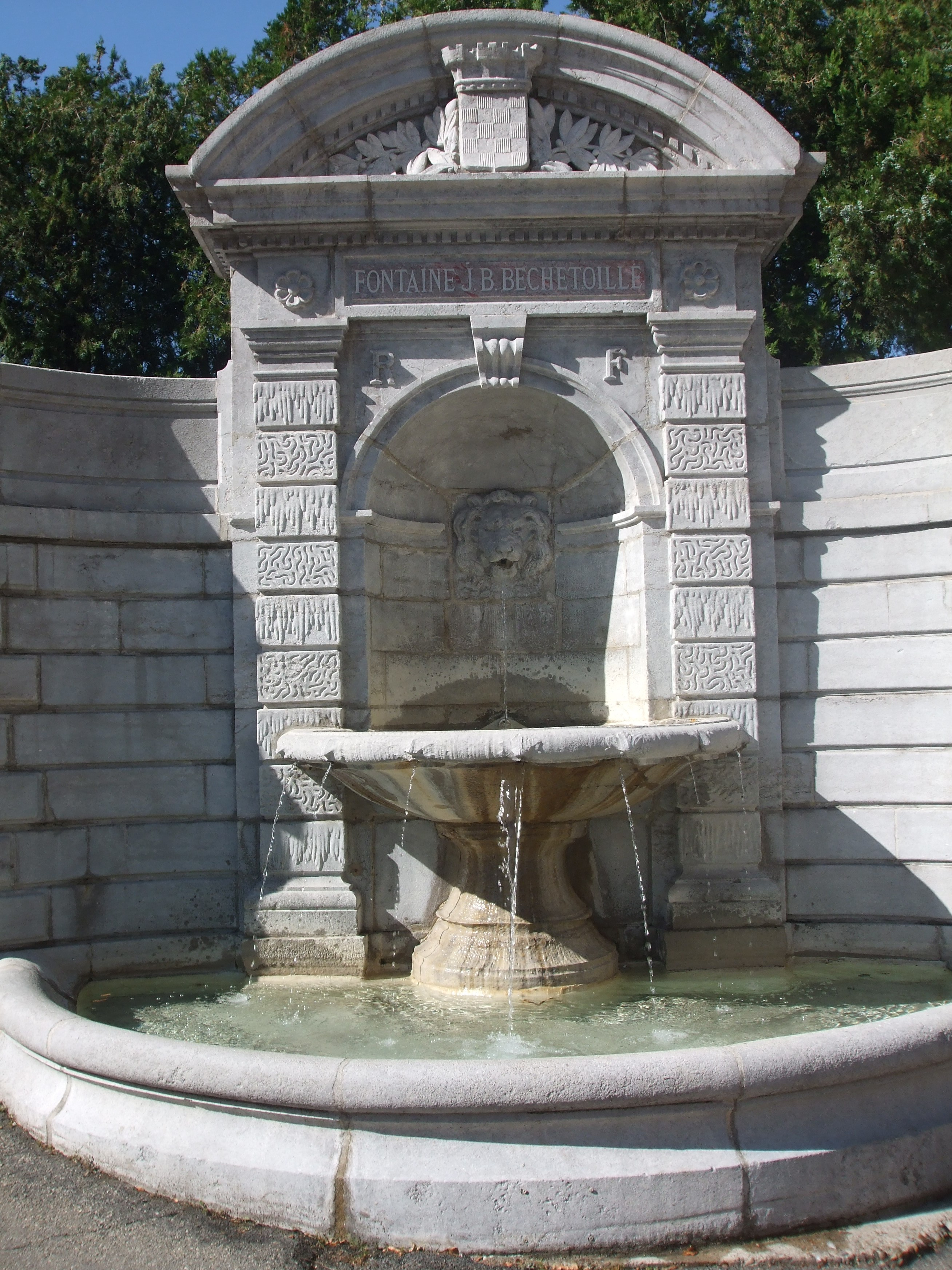
Fontaine Jean-Baptiste Béchetoille.

- La fontaine Jean-Baptiste Béchetoille (1900) est l'oeuvre de l’architecte Millefaud[59].
- La fontaine de la place Grenette date de 1726.
- La fontaine de la place de la Liberté, inaugurée en 1923, puis détruite lors de la rénovation de la place, est remplacée par une borne-fontaine Bayard à volant en 2018.
- La fontaine de la place des Cordeliers est inaugurée en 2012.

##### Divers

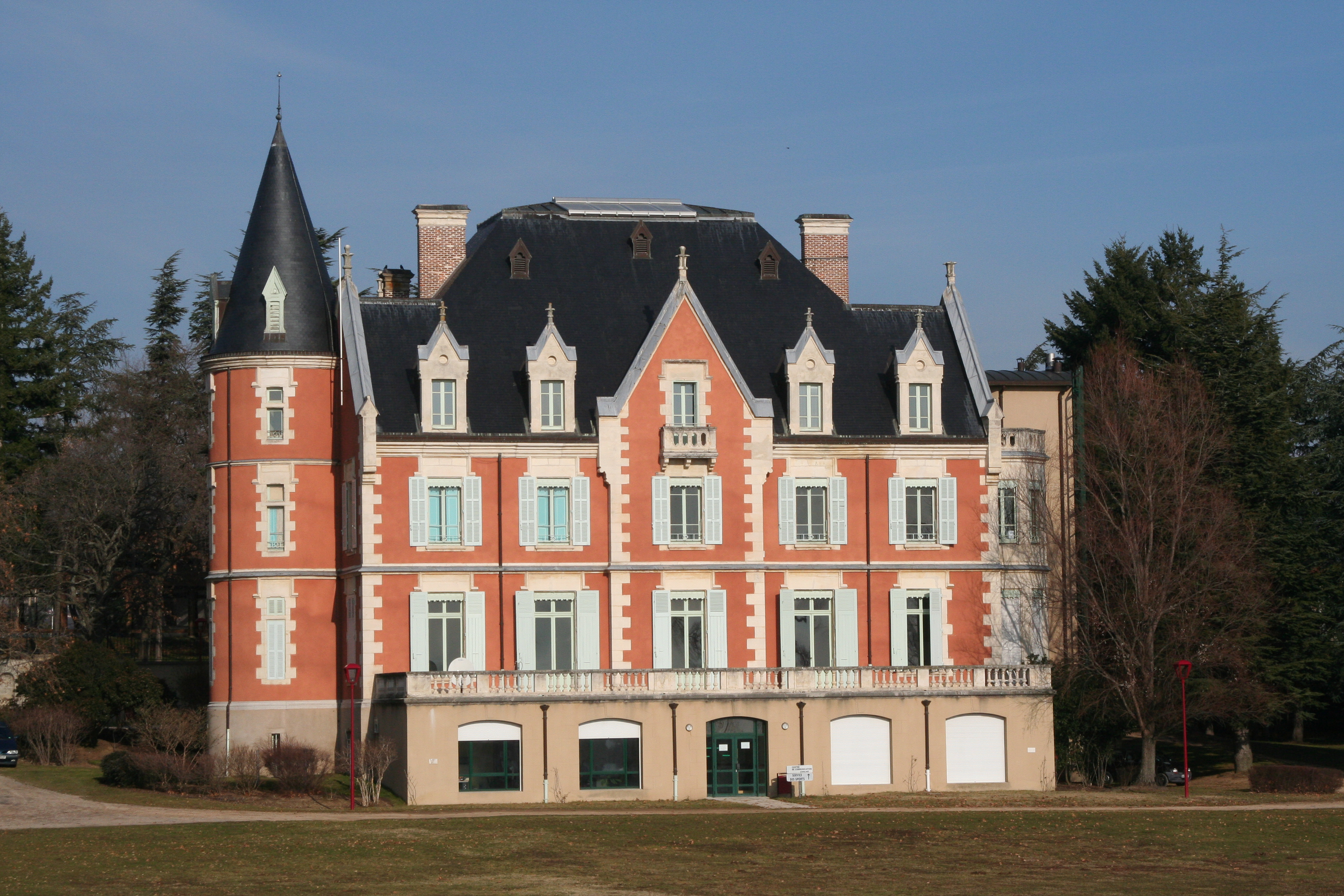
Château de Déomas.

- La Lumière en plis, inox sculpté de Chantal Dugave. Œuvre fabriquée dans les ateliers Trouillet de Saint-Julien-Molin-Molette et inaugurée en même temps que la place de la Liberté rénovée le 20 octobre 2018. Cet élément s'inspire de l’histoire industrielle de la ville avec les tanneries, les papeteries, les tissages, sa configuration en cascade rappelle sa géographie et les rivières qui la traversent[64].
- L'hôtel de ville d’inspiration néo classique (1835) est reconstruit après les incendies de 1870 et 1926.
- Rue de la Poterne, maison forte de Nicolas du Peloux (gouverneur en 1577).
- Rue de Trachin : demeures bourgeoises des XVIIe et XVIIIe siècles.
- Pont Valgelas du XIVe siècle, ancienne porte de la ville[65].
- Maison dite « La Vanaude » (1930), située avenue Marc-Seguin, œuvre des architectes Hugues Gosselin et Maurice Frappa, inscrite parmi les Monuments Historiques[66].
- Rue Bechetoille : maison du bailliage royal construite en 1700, devenue musée César-Filhol[67].
- Place Mayol : tour du XVIe siècle (porte à parecloses).
- Château de Déomas (1876), illustration de la « Ceinture dorée d’Annonay »[68].
- Vestiges importants de la ligne de chemin de fer entre Firminy, Bourg-Argental et Saint-Rambert-d'Albon : tunnel de Vidalon, passage en corniche au-dessus de la Deûme (noyé sous la végétation en 2013), murs de soutènement à l'appareillage caractéristique dans le quartier des « Domaines de la Gare » (établi à la place de la gare d'Annonay), tunnel du Sacré-Cœur, tranchée de Vissenty...

#### Patrimoine religieux

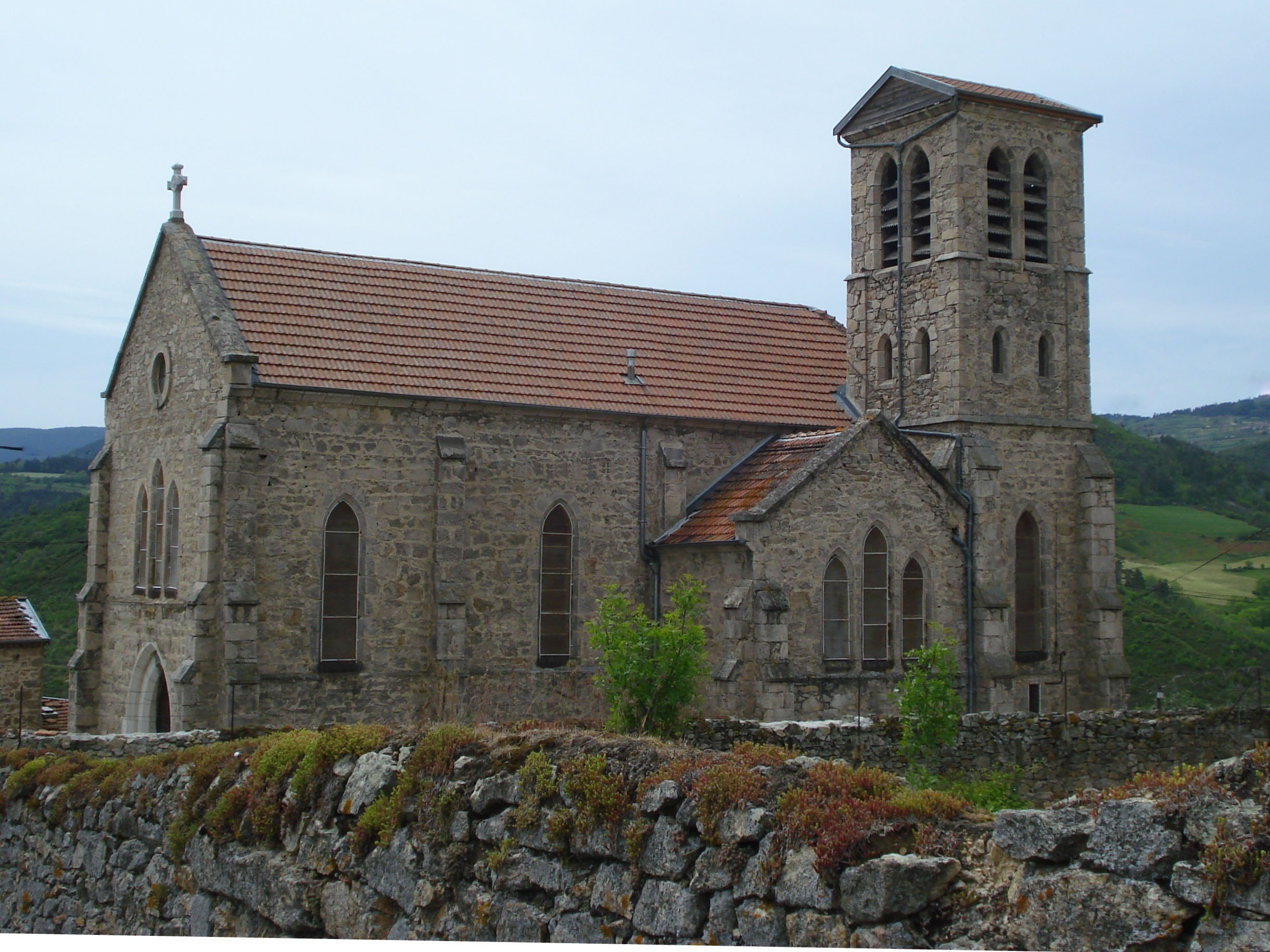
Église du hameau de Toissieu.

- Église Notre-Dame-de-l’Assomption, de style néo romano-byzantin, construite entre 1904 et 1912. Consacrée en 1954, elle renferme notamment deux orgues classés Monuments Historiques : un orgue de chœur (1848)[69] et le Grand-orgue (1879-1880) signé Cavaillé-Coll[70]. Son clocher abrite un carillon de cinq cloches, dont un bourdon de plus de 2 100 kg. Elle remplace une église du même vocable située sur la place de la Liberté[71]. Œuvre des architectes Rey, Allengry et Joly, sa décoration intérieure (peintures marouflées) s’inspire des Litanies de la Sainte Vierge ou Litanies de Lorette, de la Bible, d'hagiographies, de l’histoire d’Annonay[72],[73].
- Église Saint-François-d’Assise, de style néogothique (1863-1866)[71].
- Église Saint-Joseph-de-Cance, de style néogothique (1870-1872)[71].
- Église de la Sainte-Famille des Perrières, de style moderne (1957-1958)[71].
- Église Saint-Maurice de Toissieu, de style néogothique (1876-1878)[71].

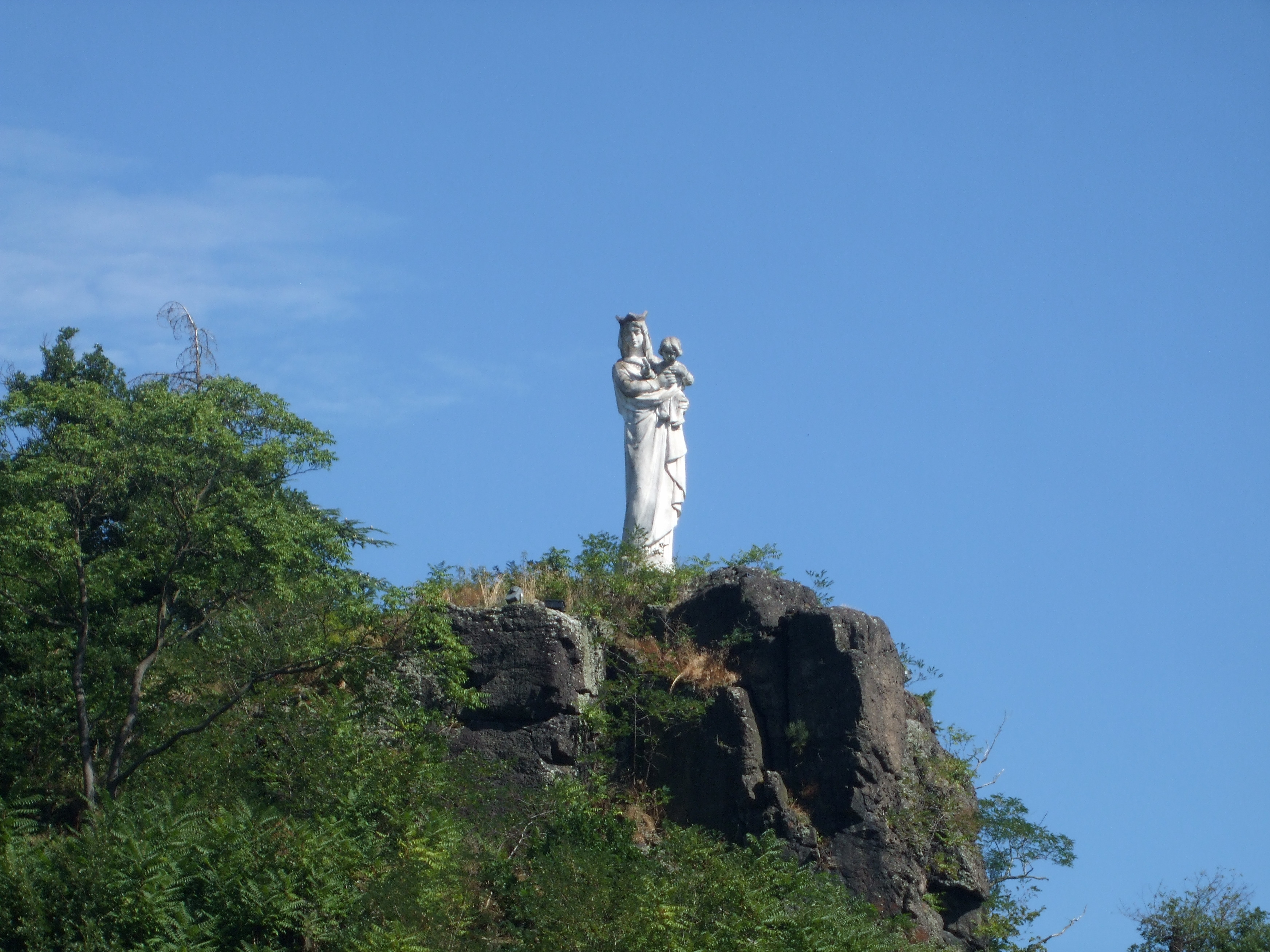
Vierge des rochers Saint-Denis.

- Statue de « Notre Dame de Confiance » dite « Vierge des Fouines » placée sur les rochers de Saint-Denis. Haute de 5,22 mètres et œuvre du statuaire lyonnais Bachini, elle est bénite le 26 septembre 1943[59].
- Chapelle de l'Enfant-Jésus ou de l’Hôpital datant du XVIIe siècle[74].
- Chapelle du Lycée Saint-Denis (à l'origine chapelle de la Grande Providence).
- Chapelle l'Ensemble scolaire Saint-Basile (à l'origine chapelle du Collège du Sacré-Coeur).
- Chapelle du cimetière de Toissieu.

- Chapelle de l’Église évangélique libre, boulevard de la République (1900).

- Temple de l’Église protestante unie de France, rue Franki-Kramer, portail du XVIIIe siècle.

- Centre culturel et cultuel musulman "Maison de l’Orient" (2008-2014).

- Ancien couvent Sainte-Marie construit sur les fondations d’un château dit de Malatour en 1630. Chapelle datant de 1633, inscrite parmi les Monuments historiques[75],[76],[77]. Cette dernière a aujourd'hui été transformée en un studio chorégraphique[78].
- Ancienne chapelle de Trachin de style gothique à clocher octogonal (vestige d'un prieuré datant de 1320)[79].
- Ancienne chapelle Sainte-Claire de style gothique (1348-1356), rue Sadi-Carnot classée Monuments Historiques[80].
- Ancienne chapelle du domaine de Marc Seguin à Varagnes.
- Ancienne chapelle du Petit séminaire Saint-Charles (actuel Lycée Marc Seguin).
- Ancienne chapelle de la Petite Providence, rue Henri Guironnet.
- Ancienne chapelle du Carmel (actuelle annexe du Collège Notre-Dame).
- Ancienne chapelle du domaine du Colombier.

#### Patrimoine militaire
- Monument aux morts (guerres 1914-1918, 1939-1945 et campagnes ultérieures). Œuvre de l’architecte Maurice Luquet, les statues « Le poilu recueilli » et « La femme affligée » sont sculptées par Paul Landowski. Il est inauguré le 25 juin 1922[59].
- Monument des Mobiles (1907) au cimetière. Œuvre de l’architecte Théodore Joly et du sculpteur Aimé Millet[59].
- Ancienne porte du château datant du XIIe siècle.
- Les Voûtes Soubises, vestige des remparts : chemin de ronde couvert (XIIe siècle-XIIIe siècle)[65].
- Tour des Martyrs du XIIe siècle : vestige des remparts de la ville ; de cette tour située au-dessus de la Deûme, on prétend, qu’on y jetait les condamnés à mort qui s'écrasaient dans la rivière peu profonde. On pense aussi que son nom peut provenir du gué des Martins qu’elle défendait[76].

### Patrimoine culturel

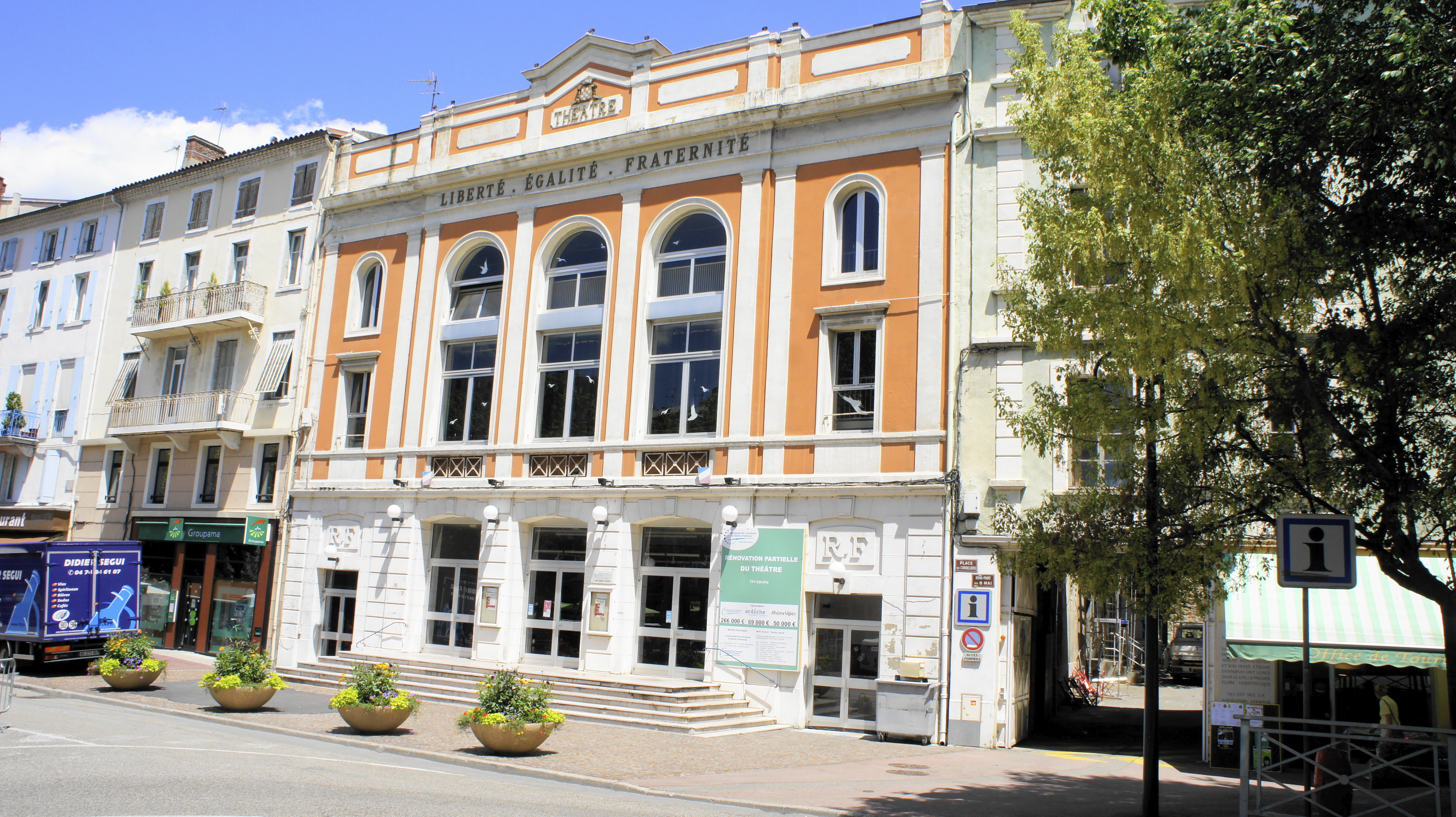
Façade du théâtre du Bassin d'Annonay.

- Le Théâtre des Cordeliers : un théâtre à l'italienne, construit en 1887 sur l'emplacement de la chapelle de l'ancien couvent des franciscains, place des Cordeliers.

### Gastronomie
- Les bugnes
- Le pantin
- La pogne d'Annonay

### Annonay au cinéma
- Si dans le film L'Horloger de Saint-Paul (1974), réalisé par Bertrand Tavernier, la façade de la boutique dudit horloger est bien située dans le vieux Lyon, dans le quartier Saint-Paul qui donne son titre au film (en fait, dans la réalité et à l'époque, ce local est une brocante), les scènes d'intérieur montrant un vrai atelier d'horlogerie, avec du matériel très artisanal, sont tournées à Annonay, rue Franki-Kramer.
- Jean-Pierre Mocky a utilisé la ville comme décor naturel pour son film Litan (1982).
- Patrice Leconte, a tourné à Annonay certaines scènes de son film L'homme du train (2002) avec Jean Rochefort et Johnny Hallyday (dans les quartiers de Fontanes, sur la place des Cordeliers où le théâtre devient la banque braquée).
- Le film La Femme de l'anarchiste (2008), produit et réalisé par Peter Sehr et Marie-Noëlle Sehr, est partiellement tourné à Annonay[81].
- Mélancolie ouvrière, téléfilm français réalisé par Gérard Mordillat, qui a été diffusé le 24 août 2018 sur Arte y a été tourné en partie (théâtre des Cordeliers, salle Boissy-d'Anglas de l’hôtel de ville, anciens cachots du musée vivarois César-Filhol).

### Personnalités liées à la commune
- Guillaume de Roussillon (XIIIe siècle), seigneur d'Annonay de 1271 à 1277.
- Pierre Bertrand (1280-1349), cardinal, né à Annonay.
- Charles Claude Ange Monneron (1735-1799), banquier et député d'Annonay, mort à Annonay.
- Jean-Baptiste Johannot (1740-1795) homme politique, né à Annonay.
- Joseph-Michel Montgolfier (1740-1810) inventeur de la montgolfière, une statue lui est dédiée dans la ville, inhumé à Annonay.
- Jacques-Étienne Montgolfier (1745-1799) frère du précédent, co-inventeur de la montgolfière.
- Louis Monneron (1742-1805), banquier et homme politique, né à Annonay.
- Pierre Antoine Monneron (1747-1801), banquier, écrivain et homme politique, né à Annonay.
- Paul Mérault Monneron (1748-1788), officier du génie, ingénieur de l'expédition de La Pérouse, né à Annonay.
- André-Joseph Abrial (1750-1826), homme politique, né à Annonay.
- François-Antoine de Boissy d'Anglas (1756-1826), député du bailliage d'Annonay de 1789 à 1791.
- Joseph François Augustin Monneron (1756-1826), homme politique, né à Annonay.
- Claude-André Fressenel (1759-1810 à Paris), avocat et homme politique.
- André Barthélémy Boissonnet (1765-1839), général et homme politique, né à Annonay.
- Barthélémy de Canson (1774-1859), homme politique et papetier, né à Annonay.
- Jean André Tavernier (1777-1850), homme politique, maire d'Annonay, député de l'Ardèche de 1831 à 1846.
- Marc Seguin (1786-1875), ingénieur et inventeur, né et mort à Annonay. Inhumé au cimetière de la Croisette[82]
- Paul Desgrand (1799-1878), négociant à Lyon, né à Annonay.
- Pierre Marcellin Rouveure (1807-1889), homme politique, député de l'Ardèche de 1848 à 1851.
- Auguste Bravais (1811-1863), astronome, physicien, minéralogiste et géologue, né à Annonay.
- Louis Robert (1819-1900), évêque de Marseille, né à Annonay.
- Xavier Ruel (1822-1900), philanthrope et conseiller municipal de Paris, fondateur du BHV, né à Annonay.
- Général Arthur de Salins (1857-1936), pionnier du scoutisme, inhumé au cimetière d'Annonay.
- François Joseph Clozel (1860-1918), gouverneur de l’Afrique-Occidentale française, né à Annonay.
- Louis Sabattier (1863-1935), illustrateur, né à Annonay.
- Joseph Canteloube (1879-1957), compositeur spécialiste des chants populaires des provinces françaises, né à Annonay.
- Joseph Besset (1890-1959), pionnier des autocars modernes avec "l'ISOBLOC". Il apprend le métier de charron à Annonay.
- Jacques Trémolin (1910-1986), organise la libération de la ville d'Annonay en juin 1944.
- Maurice Grimaud (1913-2009), préfet de police de Paris en mai 1968, né à Annonay.
- Vital Chomel (1922-2001), archiviste et historien, né à Annonay.
- Fred Mella (1924-2019) ténor des Compagnons de la chanson, né à Annonay.
- René Mella (1926-2019), frère du précédent, ténor des Compagnons de la chanson, né à Annonay.
- Roger Dumas (1932-2016), comédien et auteur français, né à Annonay.
- Jacques Rouvière (1938-2024), écrivain, verbicruciste et ancien directeur de la Banque de France, né à Annonay.
- Danielle Laval (1939-), pianiste, née à Annonay.
- Yves Jacquin Depeyre (1957) avocat et créateur d'entreprise, né à Annonay.
- Abou Lagraa (1970-), danseur et chorégraphe contemporain, né à Annonay.
- Davy Mourier (1976-), acteur, scénariste, réalisateur, graphiste et animateur français né dans cette commune.
- Olivier Dussopt (1978-) homme politique, député de l'Ardèche, maire d'Annonay, né à Annonay.
- Clément Grenier (1991-), footballeur du Stade rennais football club et champion d'Europe U19, né à Annonay.

### Divers
- Archives : registres paroissiaux et d'état civil, dépouillements généalogiques et délibérations municipales.
- Musée des papetiers Canson et Montgolfier, retrace l'histoire de la fabrication artisanale du papier. Il est le seul musée à présenter une machine à papier animée grandeur nature.
- Musée vivarois César-Filhol, présente l'ethnologie locale, des collections et retrace l'histoire des inventions des chercheurs locaux dont les Montgolfier et les Seguin[83].
- Bibliothèque communautaire Saint-Exupéry : établissement de lecture publique de la commune et tête de réseau de 17 bibliothèques de l'agglomération.
- La culture occitane tient encore une place non négligeable[84].

## Galerie

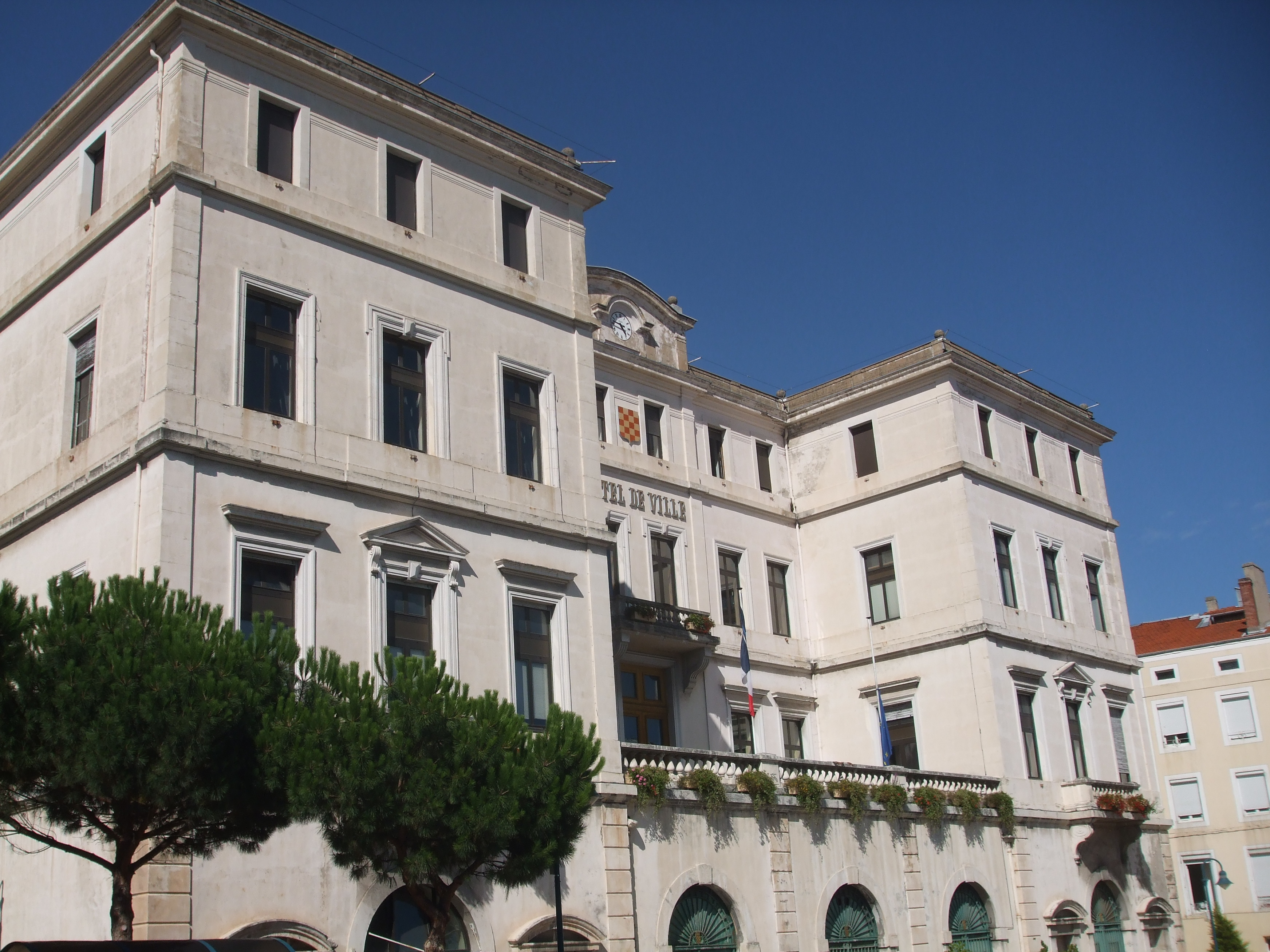
Hôtel de ville.
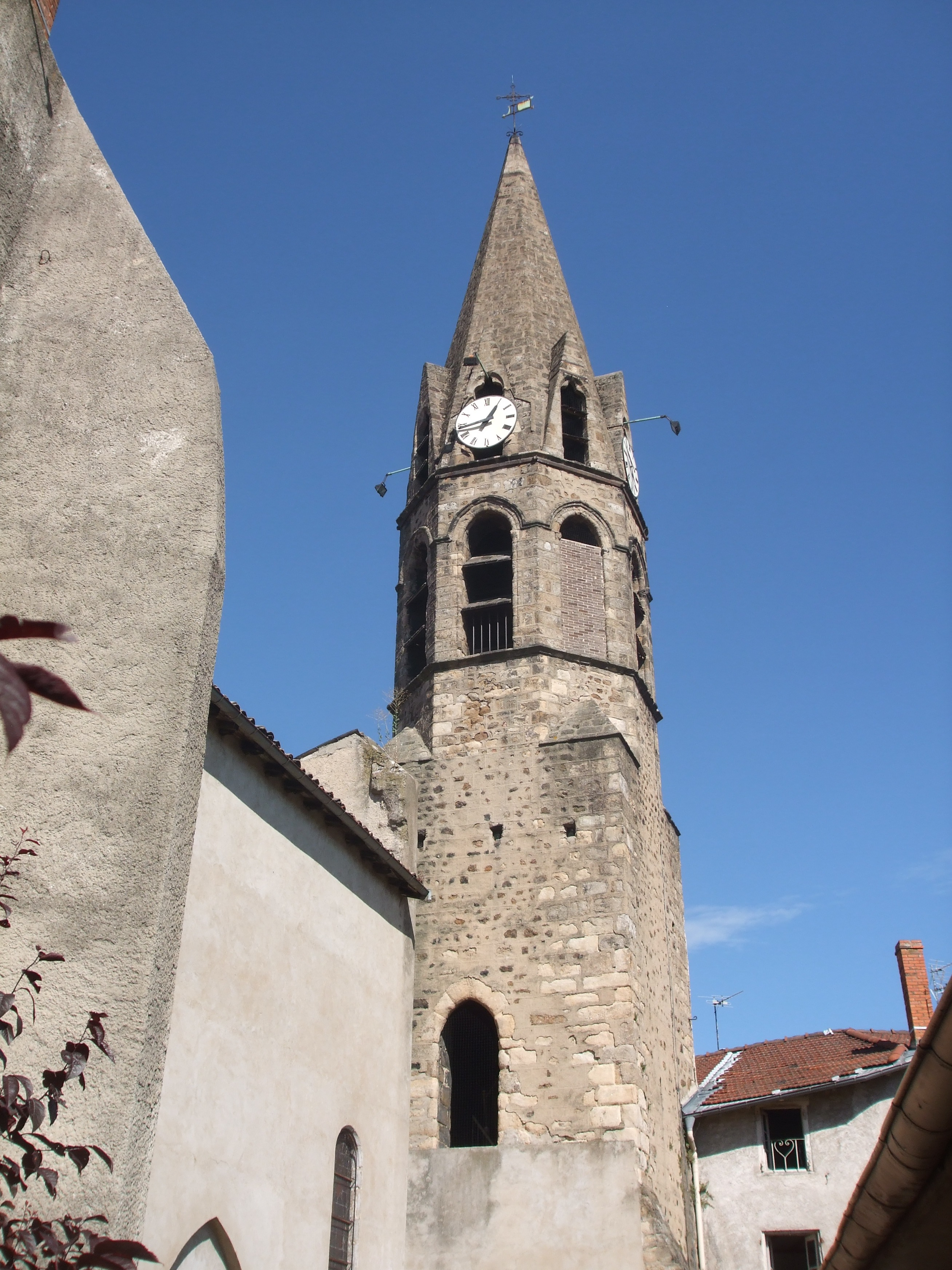
Clocher de la chapelle de Trachin.
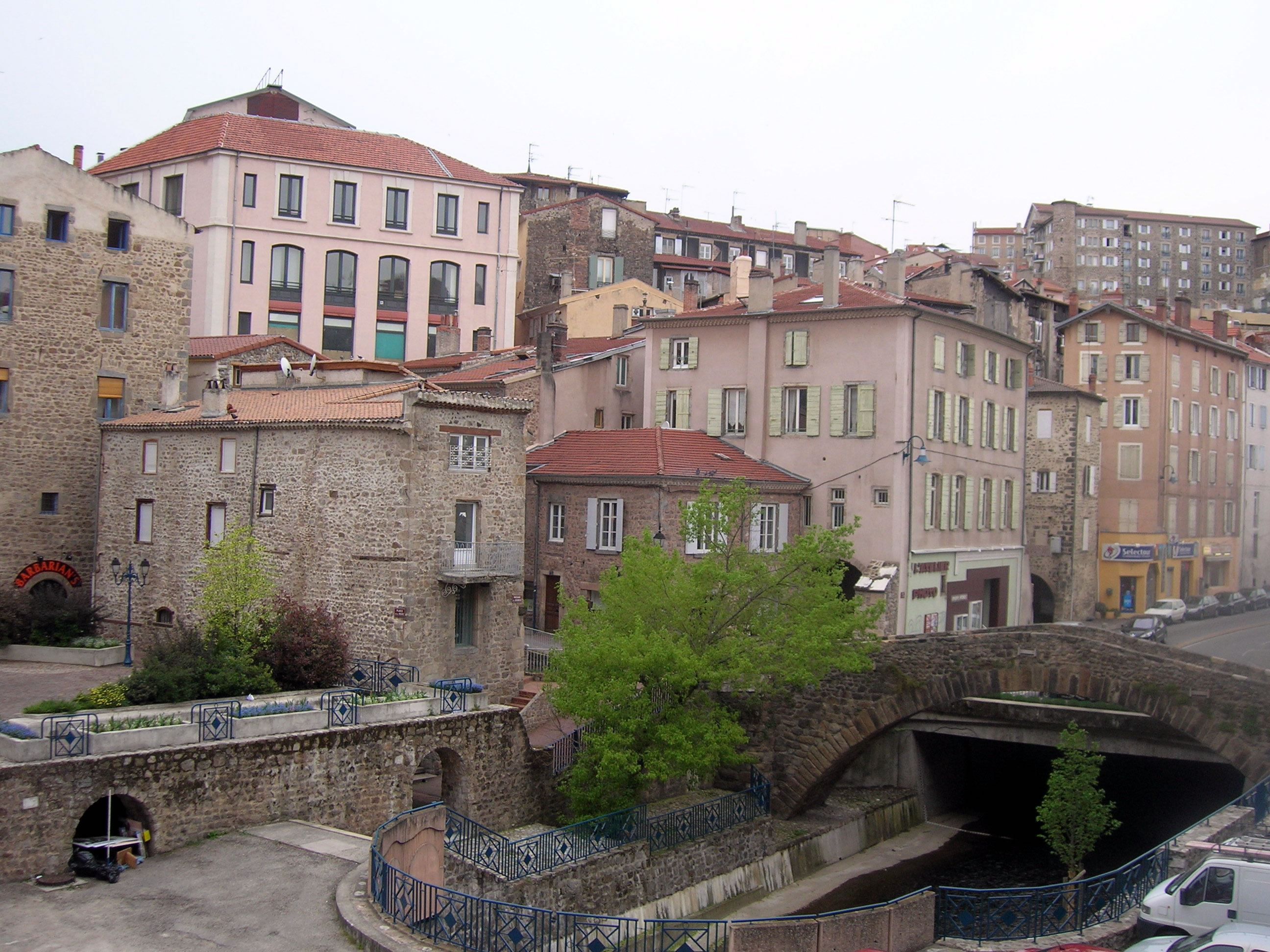
Le pont Valgelas à proximité des Voûtes Soubises et de la place de la Mure.
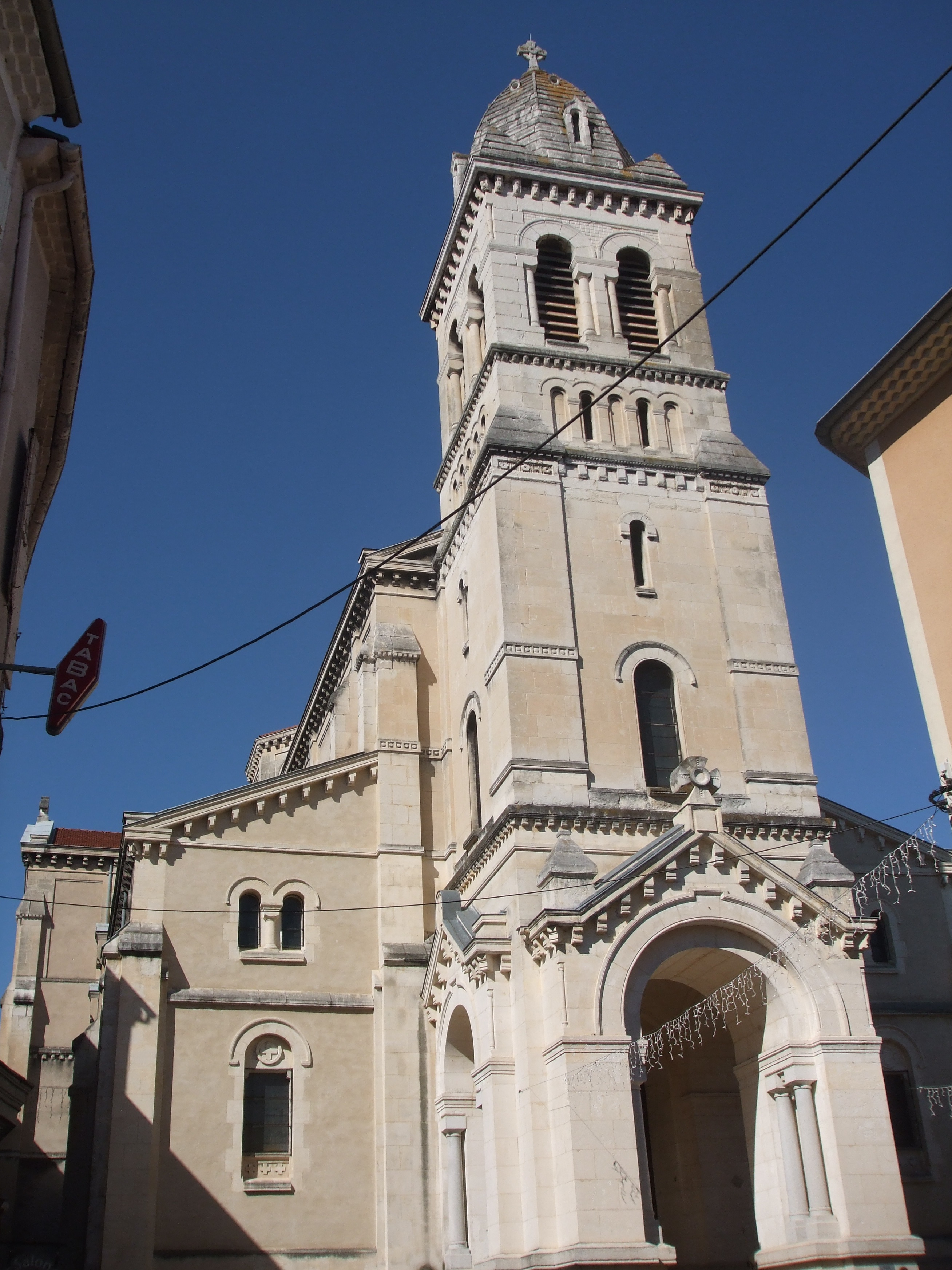
Église Notre-Dame.
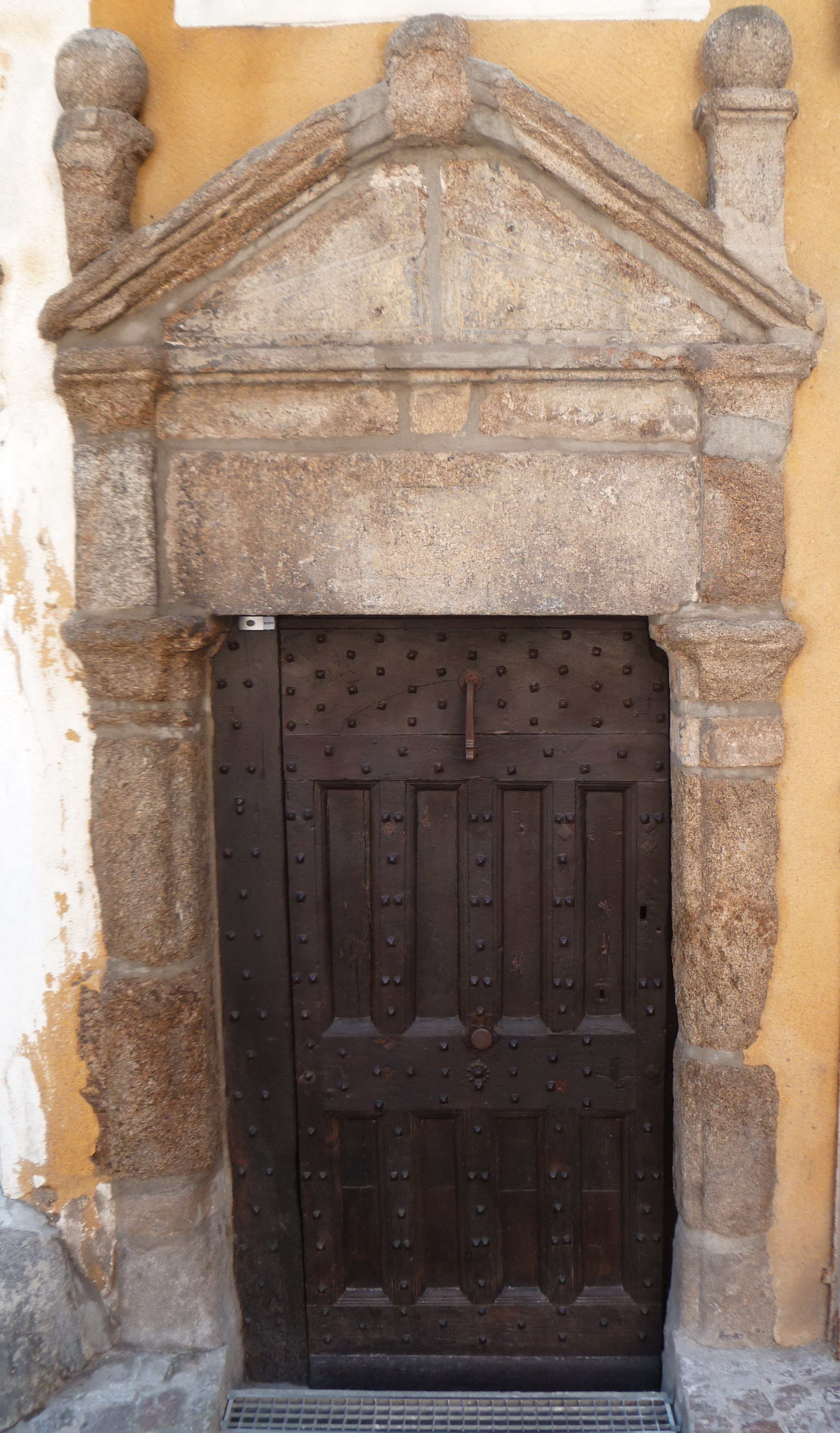
Porte ancienne place Grenette XVIe siècle.
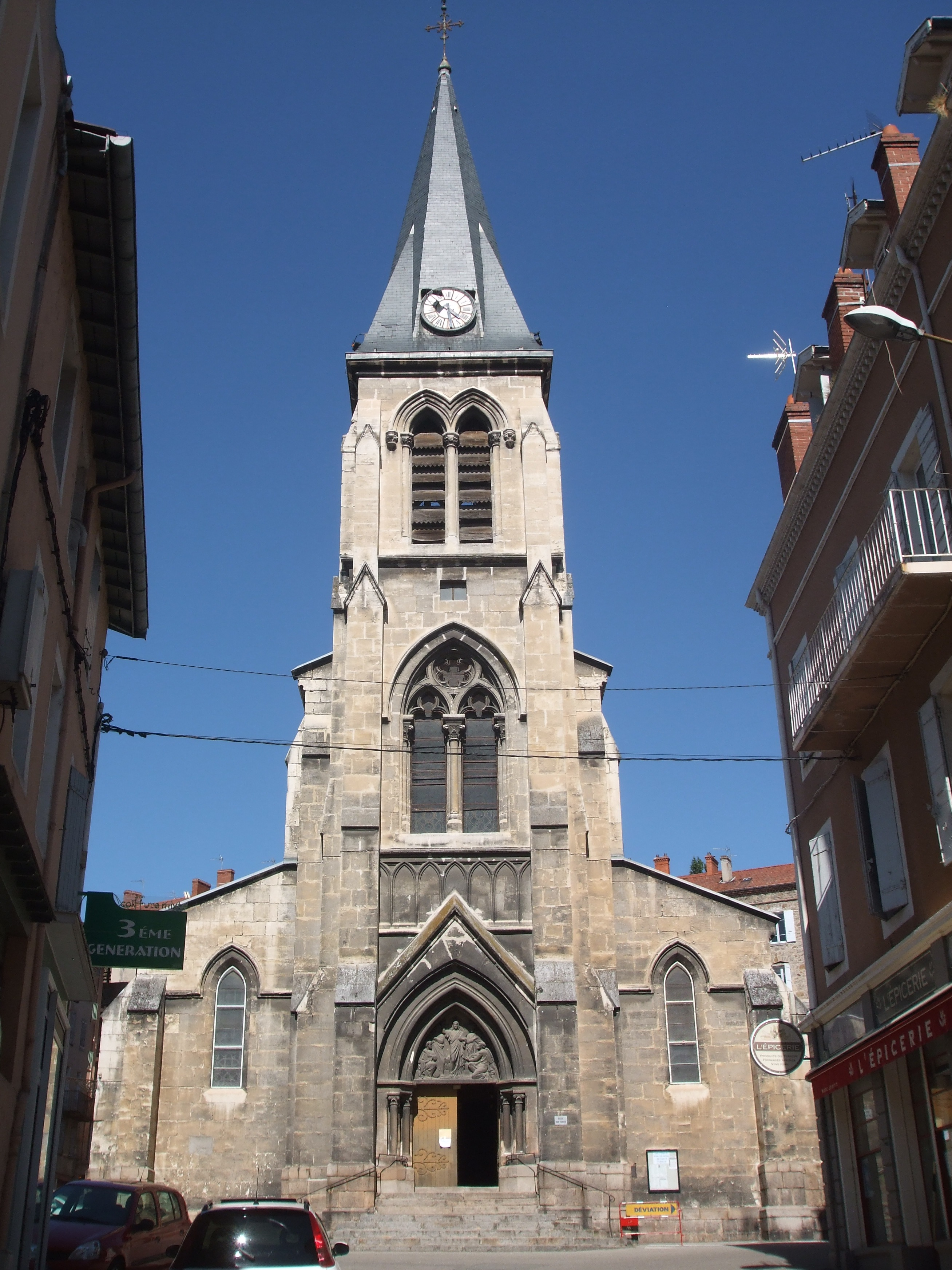
Église Saint-François.
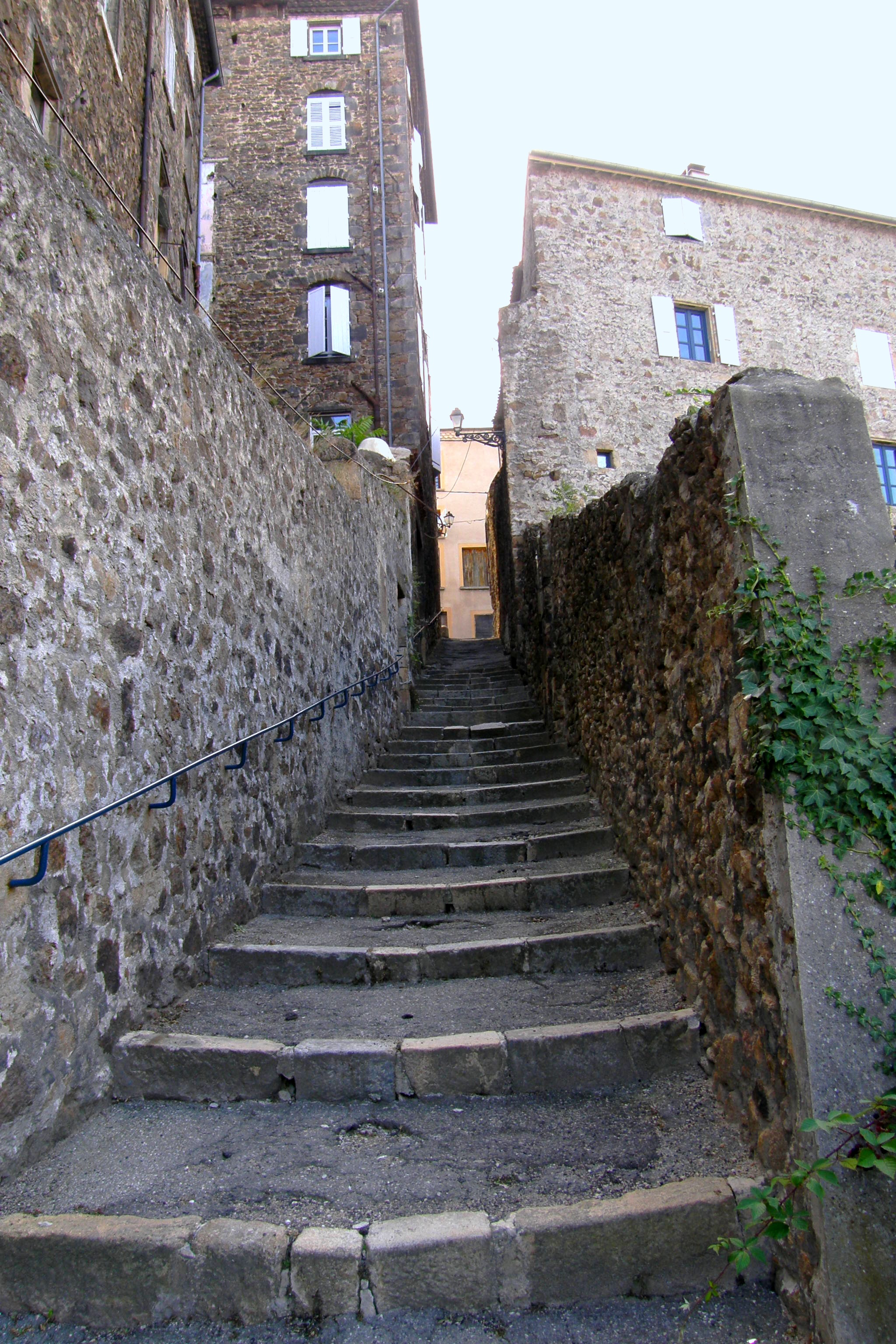
Chemin des Terres.
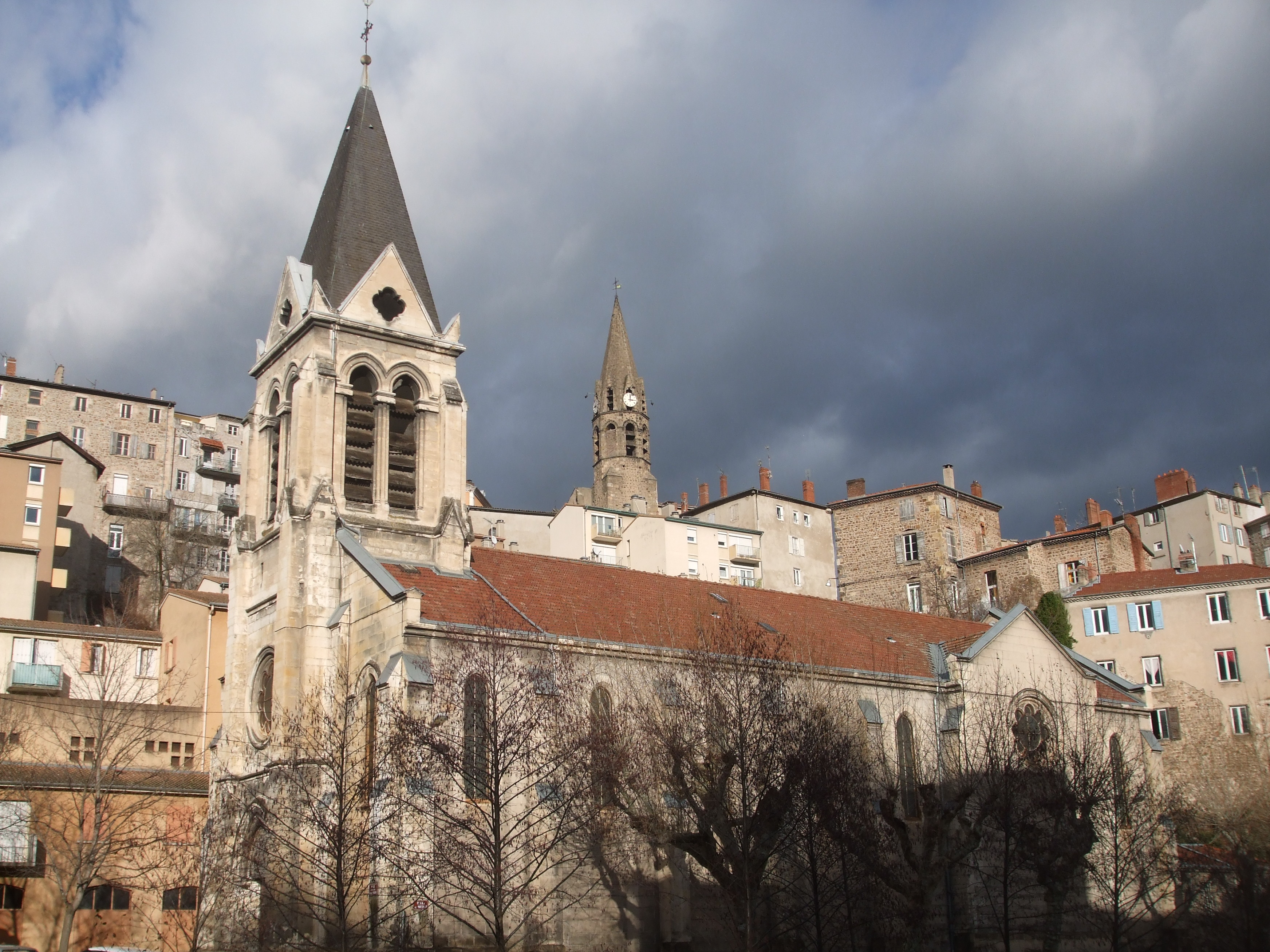
Église Saint-Joseph.
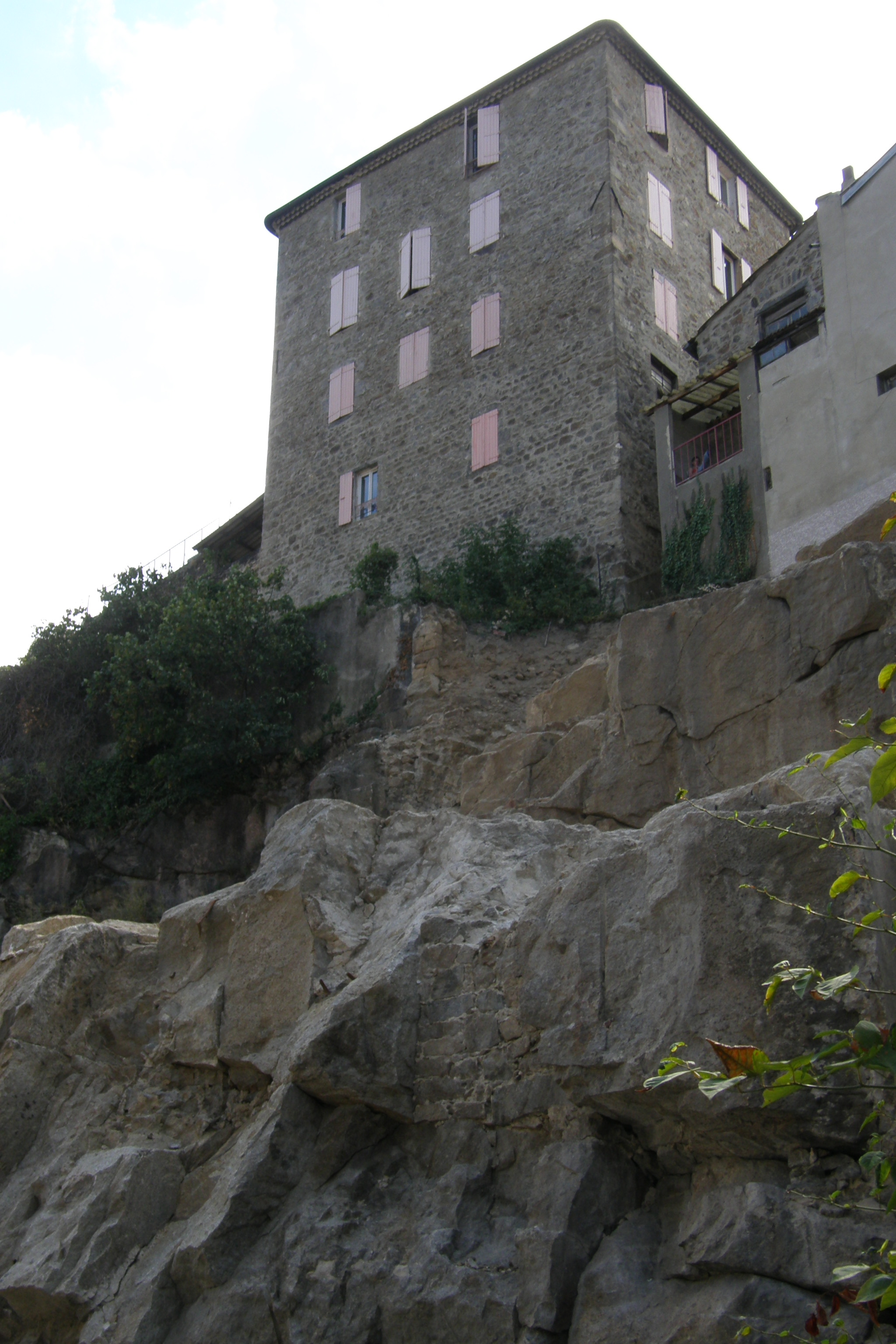
Maison Sainte-Barbe
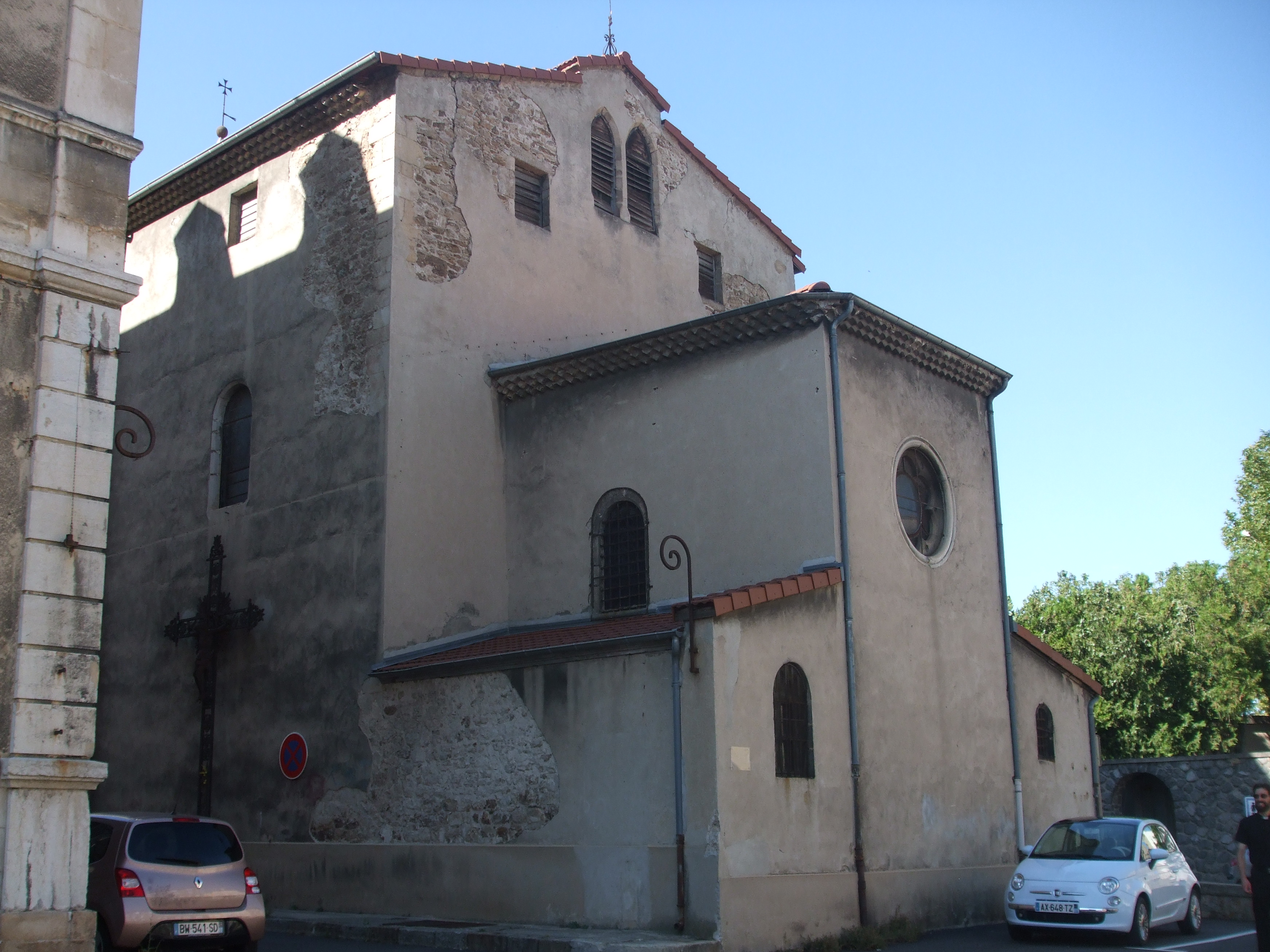
Chapelle de l'hôpital XVIIIe siècle
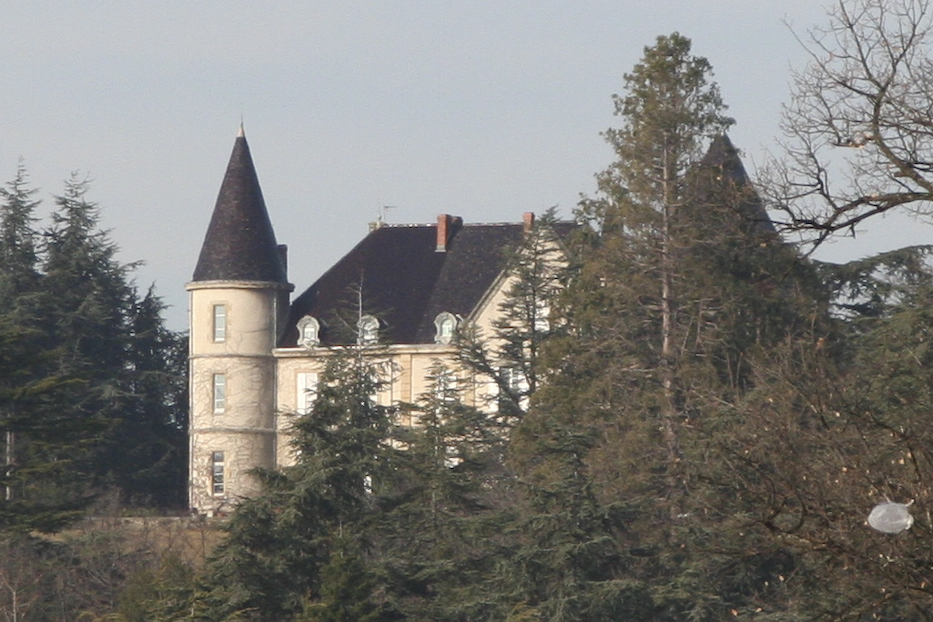
Un aperçu du château de Mirecouly, illustration de la "Ceinture Dorée".
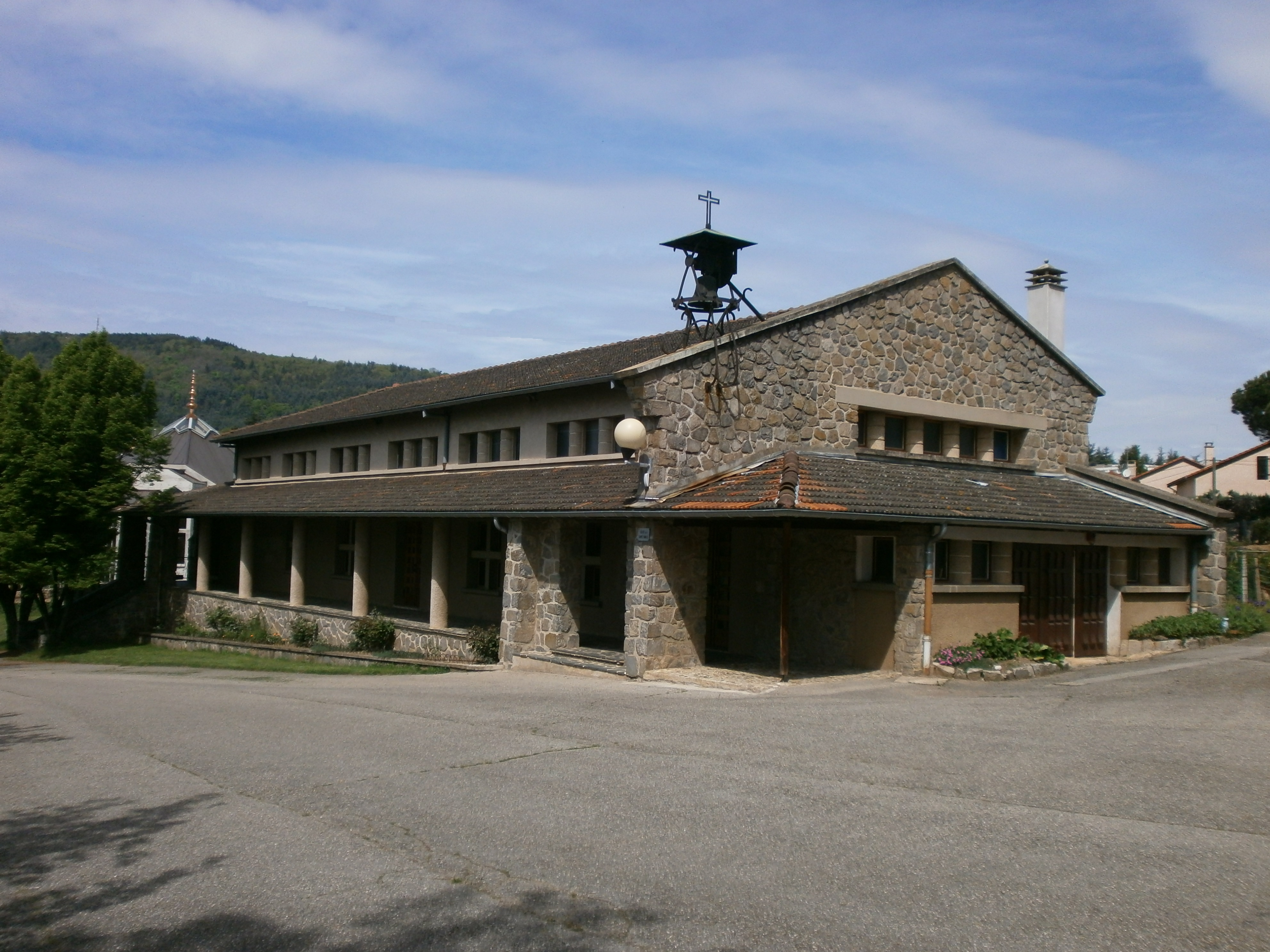
Église de la Sainte-Famille.
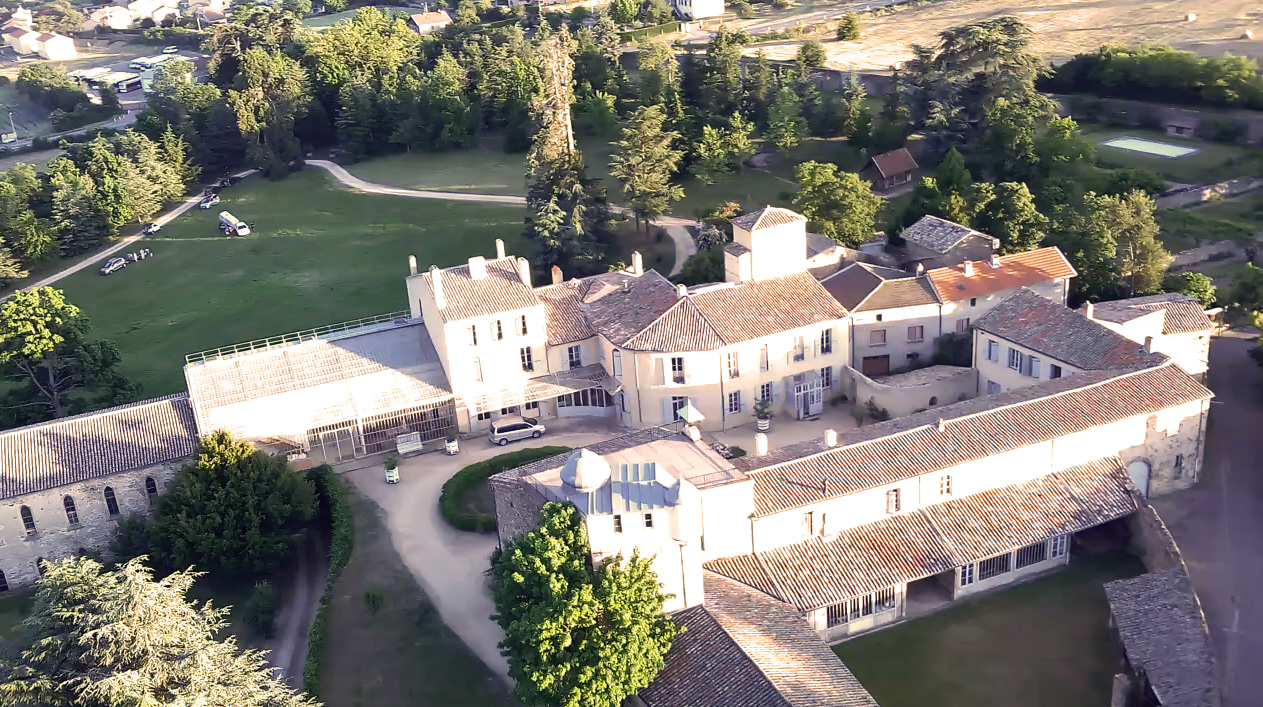
Varagnes, autre illustration de la "Ceinture Dorée".